# Zwyczajny serial
Zwyczajny serial (ang. Regular Show) – amerykański serial animowany stworzony przez J.G. Quintela (dawnego scenarzystę serialu animowanego Niezwykłe przypadki Flapjacka). Jego światowa premiera odbyła się na amerykańskim Cartoon Network 6 września 2010, natomiast w Polsce odbyła się 26 listopada 2011 roku na kanale Cartoon Network.

## Bohaterowie pozytywni

### Główne postacie
- Mordechaj (ang. Mordecai) – wysoka na sześć stóp niebieska sójka płci męskiej. Mordechaj ma ok. 190 cm wzrostu i jest sójką błękitną. Ma 23 lata. Główny bohater serialu, który jest najlepszym przyjacielem Rigby’ego. Białe pióra Mordechaja różnią się w poszczególnych odcinkach serialu. Przez większość czasu są śnieżnobiałe, ale zdarza się, że są zabarwione na niebiesko. Mordechaj na co dzień nie nosi ubrań, lubi gry wideo i pije niezdrowe ilości kawy i napojów gazowanych. Jest leniwy, ale trochę mniej niż Rigby. Wymyśla różne wymówki, aby tylko móc pójść do kawiarni i zobaczyć się z Małgosią (w której się podkochiwał). To Mordechaj wypowiedział pierwsze zdanie, w pierwszym odcinku Zwyczajnego serialu (odc. Pierwszy dzień).
- Rigby – hiperaktywny szop, który jest najlepszym przyjacielem Mordechaja. Również ma 23 lata. Jest głównym bohaterem obok Mordechaja. Rigby jako jedyny w parku nie ma dyplomu ukończenia liceum i nie potrafi nawet odróżnić kwadratu od prostokąta. Jest leniwy i wkurza wszystkich, oprócz tego, jest również niecierpliwy, arogancki i dziecinny. Uwielbia tort czekoladowy (odc. „Tort za darmochę”). Nie dostarczono jego łóżka, ale za to ma trampolinę. Jest najsłabszy i najniższy ze wszystkich pracowników parku. Zawsze zachęca Mordechaja, żeby ten się lenił.
- Papcio Maellard (ang. Pops Maellard) – przypominający człowieka lizak. Ojciec Papcia jest właścicielem parku oraz domu, w którym mieszkają Mordechaj i Rigby. Pochodzi z Lizakowa (ang. Lolliland). Papcio jest kompletnie łysy, ale za to ma wąsy. Jego rodzina jest bardzo bogata, dlatego Papcio przez całe dzieciństwo był chroniony przed światem zewnętrznym, nigdy nigdzie nie wychodził i nie bawił się z rówieśnikami. Kiedy nie zachowuje się dziecinnie, jest prawdziwym dżentelmenem i zwraca się do wszystkich w bardzo kulturalny sposób.
- Benson – antropomorficzna maszyna do cukierków, która jest dość wysoka. Szef parku. Przyjaźni się ze swoimi pracownikami, ale nienawidzi gdy Mordechaj i Rigby się lenią i krzyczy na nich. Pracowity i odpowiedzialny pracownik. Jest podatny na ataki wściekłości (zmienia kolor na czerwony, gdy tak się stanie).
- Hop (ang. Skips) – postać przypominająca yeti. Bardzo mądry i silny. Wiele razy pomagał Mordechajowi i Rigby’emu. Temu drugiemu odzyskał duszę pokonując w jednym z odcinków śmierć. Okazuje się, że śmierć go zna, gdyż ten często upomina się o jego „nieśmiertelną duszę”. Hop zawsze skacze na hołd swojej dawnej miłości z którą skakał radośnie i za jej sprawą zmienił imię na Hop. Wcześniej nazywał się Krok.
- Mitch „Atleta” Sorenstein (ang. Mitch „Muscle Man” Sorenstein) – otyły, karłowaty człowiek o zielonej skórze. Jego zachowanie wydaje się dość dziwne i niedojrzałe (np. na koncertach zdejmuje swoją koszulkę). Jest znany z opowiadania żartów moja mama, które nie podobają się Mordechajowi i Rigby’emu. Ma dziewczynę Starlę.
- Duch Piątka (ang. Hi Five Ghost) – duch z ręką na głowie. Najlepszy przyjaciel Atlety. Ma brata Dziesiątkę. Jako jedyny śmieje się z żartów Atlety.
- Nicolai „Thomas” – najnowszy pracownik parku. Thomas wygląda jak człowiek z głową kozła. Nosi koszulkę w kolorze czarnym, beżowe spodnie i czerwone buty. Pojawił się po raz pierwszy w odcinku „Zjazd 9B”, gdzie otrzymał pracę w parku, żeby otrzymać dodatkowe punkty kredytowe na studia. Ze względu na to, że nie miał doświadczenia i był przybyszem, w tym samym odcinku często ganiał go Atleta, a on był z tego zadowolony. Jest bardzo związany ze swoją mamą. Thomas jest przyjacielski wobec jego współpracowników i doceniony przez grupę, w której jest. W jednym odcinku dowiadujemy się, że naprawdę ma na imię Nicolai i pochodzi z Druzni (Rosji). Okazało się, że w parku pracował pod przykrywką i jest tajnym agentem który ma ich śledzić i uwięzić jednak kiedy pokonali jego wspólników stał się dobry i odszedł z pracy.
- Małgosia (ang. Margaret) – czerwona sójka płci żeńskiej. Pracuje w kawiarni. Mordechaj się w niej podkochuje. Podczas serii, ku ubolewaniu Mordechaja wielokrotnie zmienia partnerów.
- Ilena (ang. Eileen) – koleżanka z pracy Małgosi. Podkochuje się w Rigbym. Ma alergię na kaczy puch.
- CJ – chmurka. Zaprzyjaźniła się z Mordechajem w odcinku Tak, koleś, tak i była zazdrosna o Małgosię. Powróciła w serii piątej.

### Pozostałe postacie
- Starla – dziewczyna Atlety. Jest tęga, nosi białą koszulę, ciemną spódnicę i ma brązowe włosy. Tak samo jak Atleta jest obleśna.
- Don – młodszy brat Rigby’ego, również szop, ale wysoki i dobrze zbudowany. Jest księgowym. Wystąpił w odcinkach Don i O tablicę.
- Techmo – spec komputerowy. Ma mechaniczną rękę (w 1911 roku Hop zbudował mu drewnianą) oraz oko cyborga. Wystąpił w odcinkach Hop kontra technologia i Hopsanie w czasie.
- Impra Pete (ang. Party Pete) – pojawił się w odcinku Impra Pete. Mordechaj i Rigby zamówili go na beznadziejną imprezę, żeby ją rozkręcił, jednak nie mieli pieniędzy więc dali mu radicolę, lecz wypił jej tyle że aż zaczął się unosić i świecić energią którą w sobie miał. Mógł zniszczyć cały park, lecz Mordechaj, Rigby i Hop wlewali w niego tyle radicoli aż eksplodował. Miał brązowe włosy, biały garnitur z brązową koszulką pod spodem i ciemne okulary. W odcinku Impra na bis okazuje się, że prawdziwy Impra Pete stanowił protoplast dla maszyny klonującej.
- kuzyn Małgosi – żółta sójka płci męskiej. Zamiast jednej nogi ma protezę. Wystąpił w odcinkach Tak, koleś, tak i Rodzinny grill.
- Dr. Henry – doktor rodziny Papcia.
- John Sorrenstein – brat Atlety, ma własnego tira.
- Atletatko – ojciec Atlety, który zawsze wspiera go w trudnych w chwilach dzięki pozostawionym liścikom dla syna, które napisał zanim umarł. Za życia lubił żartować i tego samego uczył swojego syna. Opowiadał żarty mówiąc moja Żona tak samo jak Atleta mówi moja mama.

## Bohaterowie negatywni
- Mistrz tele-wkrętów (ang. Master Prank Caller) – jest mistrzem w robieniu ludziom telewkrętów. Wystąpił w odcinku Telewkręty. Wysłał Mordechaja i Rigby’ego do lat osiemdziesiątych XX wieku. Jednak pokonali go za pomocą poczty głosowej. Był człowiekiem w kostiumie komórki. Jeden z niewielu złoczyńców który przeżył.
- Peeps – wielka zielona gała oczna. Pojawił się w odcinku Peeps przez Bensona, który założył system monitorujący „Peeps”. Pojawił się on przy czwartym poziomie monitoringu o nazwie Gałowywałuszacz. Peeps śledził wszystkich, a Mordechaj zmierzył się z nim w zawodach gapienia się. Jeśli Peeps przegra, przestanie ich śledzić, a jeśli wygra, zabierze oczy wszystkim w parku. Przegrał, ponieważ Rigby trafił w jego oko laserem, zaczął się palić i wpadł do wody. Na koniec odcinka mówi „Widzę ciemność”, co oznacza, że oślepł. Jeden z niewielu złoczyńców, który przeżył.
- Garrett Bobby Ferguson – ogromna lewitująca głowa brodatego mężczyzny. Jest rekordzistą wszechświata w grze „Połamane gnaty”. Nazywany jest przez Mordechaja i Rigby’ego Głową Brodatego Facia. Potrafi wysuwać małe ręce i nogi ze swojej brody. Stoczyli ze sobą pojedynek w grze wideo „Połamane gnaty” aby zyskać powszechny szacunek. Przy schodach Konferencyjnego Centrum Fergusona stał jego pomnik ze złota. Gdy został pokonany przez Mordechaja i Rigby’ego, eksplodował. Wystąpił w odcinku Największy wynik. Został wskrzeszony w odcinku Zjazd 9B, ale został pokonany w tym odcinku i znów eksplodował. Po raz ostatni go widzimy w odcinku 8 serii Nadstawiaj uszu jako świadek przeciwko Mordechajowi i Rigbiemu
- Jednorożce – białe jednorożce. Są niekulturalne. Lubią nabijać się z innych. Odcinek z ich udziałem nie został wyemitowany w Polsce.
- Niszczyciel światów (ang. Destroyer of Worlds) – wyglądał jak czerwony diabeł z pikseli, był uwięziony w grze wideo „Niszczyciel światów”. Pojawił się w odcinku Ustawcie te krzesła. Mordechaj, Rigby i Hop zniszczyli go z pomocą gry wideo Budka z lemoniadą. Miał wąsy i brodę.
- MŁOT (ang. HAMMER) – postać z gry wideo w roli bossa. Pojawił się w odcinku Walka z telewizorem. Jest wzrostu Hopa. Kolor jego skóry jest niebieski, ubiera się w skórzane spodnie i białą koszulkę i ma czarną plerezę. Zwykłe ciosy nic mu nie robiły, więc Mordechaj, Rigby, Hop, Papcio, Atleta i Duch Piątka pobili go meblami. Był półprzezroczysty, a w środku ciała miał telewizor.
- Parówki (ang. Hot Dogs) – pojawiły się w odcinku Grill ostateczny w którym oszukały Rigby’ego i chciały zjeść pracowników parku, lecz Rigby polał je musztardą i pozjadały się nawzajem.
- Pan Wola (ang. The Urge) – pojawił się w odcinku Śmieć Łódka, w którym chciał zabić Rigby’ego, bo ten w przyszłości odebrał mu sławę swoim nowym głupim imieniem (Śmieć Łódka). Gdy Śmieć Łódka znowu zmienił imię na Rigby Pana Wolę zastrzelił jakiś inny gitarzysta, a tego inny i tak dalej. Miał czarne spodnie, czarną koszulkę i czarne buty na koturnie oraz czarny kask z ciemnym ochraniaczem na czy i z czerwonym paskiem na środku, a także czerwoną pelerynę i złote ochraniacze.
- Susan – pojawiła się w odcinku Odejdź Benson. Zmieniła wszystkich w swoje podobizny, lecz Benson kazał im się obijać i wrócili do swoich normalnych form. Wtedy Susan pokazała swoją demoniczną formę, lecz poprzedni menadżer parku Leon oderwał jej obcasy od butów i wtedy wpadła do piekła. Miała jasne włosy koloru blond i garnitur.
- Śmierć (ang. Death) – ponury żniwiarz, który chce zabrać wszystkim dusze. Wystąpił w kilku odcinkach. Ma syna o imieniu Tomek.
- Nocna Sowa (ang. Night Owl) – pojawił się w odcinku Nocna Sowa w którym urządził konkurs, którego nagrodą był samochód. Zamroził Mordechaja, Rigby’ego, Atletę i Piątkę. Gdy się odmrozili wrócili do swoich czasów i zniszczyli sławę Nocnej Sowy. Na początku był człowiekiem w niebieskich okularach, różowych dżinsach i koszulce z sową, potem robotem w kształcie sowy z ludzką głową w środku niebieskiego pojemnika na brzuchu robota.
- Maitre D'  – pojawił się w odcinku Elegancka restauracja. Chciał zabić i upokorzyć Atletę na oczach rodziców jego dziewczyny ale Mordechaj, Rigby, Atleta, Starla i rodzice Starli pokonali jego i pracowników Bistro en le Parc. Na koniec wypadł przez okno i zginął spadając na maskę samochodu. Miał czarne wąsy, garnitur i mówił z francuskim akcentem.
- Śmierćdźwiedź (ang. Death Bear) – pojawił się w odcinku Śmierćdźwiedź, gdy Mordechaj, Rigby, Małgosia i Ilena poszli do opuszczonego zoo chcąc zrobić sobie zdjęcie w jego klatce. Prawie by ich zabił, jednak Mordechaj go pokonał. Na końcu odcinka został przetransportowany do rezerwatu. Był dużym, brązowym niedźwiedziem w czarnym hełmie z kolcem i czerwoną peleryną. Jeden z niewielu złoczyńców, którzy przeżyli.
- Howard Fightington i Zombie – pojawili się w odcinku Grobowe atrakcje. Mordechaj i Rigby uwolnili ich kiedy włożyli specjalną kasetę do odtwarzacza, większość zabili za pomocą sprzętu sportowego Atlety, lecz Fightington'a, który był wyjątkowo silny musieli przejechać wózkiem. Fightington był łysy, umięśniony, miał dużo tatuaży i szare spodnie na szelkach.
- Blondyni (ang. Blondes) – pojawili się w odcinku Blondyn z zakładu, w którym zwerbowali Mordechaja, który pomalował sobie włosy na blond. Rigby był o nich zazdrosny i zaczął ich śledzić, ale go złapali i chcieli przefarbować na blond. Jednak Mordechaj go uwolnił i okazało się, że miał perukę. Wtedy blondyni zaatakowali ich za pomocą laserowych pierścieni, lecz Mordechaj i Rigby wysadzili ich kryjówkę. Ich szef nazywał się Cyklop i miał 12 palców, 10 pierścieni, na których miał wyryte „TYLKO BLOND”, oraz wielki pierścień wokół głowy, z którego strzelał laserem. Wszyscy mieli granatowe kurtki, białe koszulki i brązowe spodnie.
- Koleś Bez Zasad (ang. No Rules Man) – pojawił się w odcinku Domowy regulamin, w którym chciał żeby Mordechaj i Rigby zamieszkali w świecie bez zasad i gdy tam zamieszkali to nie chciał ich wypuścić, więc Mordechaj i Rigby wezwali regulamin i zaczęli wyczytywać zasady. Jednak on nadal nie chciał ich wypuścić, więc Mordechaj wziął wskaźnik laserowy i chciał wycelować w jego zdrowe oko, lecz on pokazał im wyjście. Na koniec spadła na niego zasada, że nie wolno grać na konsoli i eksplodował. Był ubrany we wrotki, podarty garnitur, pelerynę ze ścierki i miał opaskę na prawym oku.
- Doom Ma Geddon  – pojawił się w odcinku Hop kontra technologia. Podawał się za błąd 220, żeby zwabić Techmo i opanować jego ciało, jednak Mordechaj i Rigby bombardowali go plikami, a Hop rozwalił komputer. Był wielkim pomarańczowym bakteriofagiem.
- Sędzia Broseph Kolowrzućnaluz (ang. Judge Broseph Haillanxton) – pojawił się w odcinku Czadowe rowery. Oskarżył Mordechaja i Rigby’ego o bycie zbyt czadowymi i chciał ich zabić. Wezwał na świadków Atletę, Piątkę i na końcu Bensona. Wszyscy przyznali, że Mordechaj i Rigby są czadowi. Jednak zanim ich zabił pomógł im Benson, wszyscy trzej uciekli na rowerach i wysadzili Cool Planetę. Nie miał głowy tylko perukę sędziego ciemne okulary i czarną szatę sędziego.
- Kawa i Tłumacz – pojawili się w odcinku Bilet z kofeiną. Dawali Mordechajowi i Rigby’emu kawę niby za darmo, lecz tak naprawdę czekali aż Mordechaj i Rigby się zmęczą i wtedy ukradli im bilety. Jednak na koniec odcinka Mordechaj i Rigby odebrali swoje bilety. Kawa był wielkim ziarnem kawy oraz miał białe majtki, mówił tylko: kawa kawa. Jedni z niewielu złoczyńców którzy przeżyli.
- Chong – mistrz mini hokeja pojawił się w odcinku Mini hokej. Pobił w grze Mordechaja i Rigby’ego, potem Benson dzięki swojej umiejętności uratował ich i wygrał z mistrzem, ale niestety, Chong umarł, ponieważ gra była na śmierć i życie. Miał czarny warkocz i nosił czerwone szorty. Jego imię pojawia się, gdy Benson zamienia się z Mordechajem i Rigbym. Mówił na Bensona smok.
- Ladonna – pojawiła się w odcinku Zakaz wstępu. Wprowadziła Mordechaja i Rigby’ego do klubu, gdzie rozmawiała z Mordechajem. Kiedy Rigby tańczył na parkiecie, jego strój się podarł, ale że Ladonna nie lubi niechlujnych ludzi, postanowiła go wyrzucić z klubu. Mordechaj stanął w obronie Rigby’ego i powiedział Ladonnie, że jej ubrania wyglądają jak śmieci, a klub jest do bani. Wtedy Ladonna postanowiła ich zabić, jednak chłopaki uciekły. Miała charakterystycznie wystylizowaną blond fryzurę, ubrana była w czarną sukienkę z neonową żółtą smugą, a także ciemne okulary, czarne wysokie obcasy oraz miała dużo pierścieni. Jej imiona to połączenie Lady Gagi i Madonny. Jedna z niewielu złoczyńców, którzy przeżyli.
- Kolekcjoner kaczek (ang. Duck Collector) – pojawił się w odcinku Stadko kaczuszek, gdy chciał porwać kaczuszki, które znalazł Rigby, kiedy nie udało mu się ich zaadoptować. Porwał je, ale Mordechaj, Rigby i mama kaczek ruszyli za nim w pogoń. Gdy prawie zabił Mordechaja, Rigby’ego i mamę, cztery kaczuszki które porwał, zmieniły się w wielkiego człowieka z głową kaczki i go zabiły. Miał pomarańczową kamizelkę, białą koszulkę z krawatem, okulary, kapelusz myśliwego, buty ze skóry węża i czarne spodnie.
- Mleczni Ludzie (ang. Milk People) – pojawili się w odcinku Noc kolesi, gdy Papcio wykonał mleczne wyzwanie. Dawali mleko ludziom, którzy wykonali to wyzwanie, a tak naprawdę chcieli ich zjeść. Jednak Papcio ich powstrzymał i wszystkich uratował. Byli cali biali i mieli ochraniacze, które zakrywały ich wielkie paszcze. Jedni z niewielu złoczyńców, którzy przeżyli.
- Alfa i Crew Crew (ang. Alpha Dog and Crew Crew) – Alfa pojawił się w odcinku Dawaj rapu gdy Papcio wyzwał go na rapo bitwę. On i jego kumple Kometa i DeMonika walczyli przeciw Mordechajowi, Rigby’emu i Papciowi. Skończyło się to tym, że Kometa odleciał, DeMonika została przygnieciona a Alfa eksplodował. Alfa był czarnoskóry, miał czarne włosy i kozią bródkę, ubrany był w czerwoną koszule w kratkę, czarne spodnie, białe trampki i biało-niebieską czapkę.
- Tomek (ang. Thomas Demon) – syn śmierci, pojawił się w odcinku Śmierć o ósmej. Mordechaj i Rigby opiekowali się nim pod nieobecność Śmierci by odzyskać dusze Atlety. Tomek nakłonił swoich opiekunów by uwolnili duszożerną dżdżownicę. Chciał rzucić jej Atletę, lecz Mordechaj i Rigby zamknęli ją w książce, a na Tomka spadł żyrandol po czym zasną. Wyglądał jak małe dziecko ale tak naprawdę miał trzysta lat. Miał włosy koloru skóry, kły i szpiczaste uszy, ubrany był w fioletowe śpiochy. Jeden z niewielu złoczyńców, którzy przeżyli.
- Wielki mistrz (ang. Sensai's Master) – pojawia się w odcinku Kanapka śmierci, w którym pilnuje kanapki życia oraz kanapki podwójnej śmierci którą chciał zabić Mordechaja, Bensona, Rigby’ego i Senseia, ale Mordechaj i Rigby odbili kanapkę w jego stronę po czym zmarł. Był mistrzem w Śmierć Kwon-Do oraz miał najdłuższą plerezę ze wszystkich wojowników Śmierć Kwon-Do, która była koloru białego. Ubrany był w dżinsowe szorty, posiadał także białą brodę.
- Ybgir – pojawił się w odcinku Dynks powstał gdy Rigby sam chciał się zdjąć z siebie dynksa. Zamienił wszystkich ludzi z parku w negatywy. Ostatecznie został pokonany, kiedy Mordechaj i Rigby trzy razy wypowiedzieli jego imię. Wyglądał jak wielki czarno-biały Rigby. Jeden z niewielu złoczyńców, którzy przeżyli.
- Księżycowy stwór (ang. Moon Monster) – pojawił się w odcinku Potęga. Nie wiadomo jak powstał. Wiadomo jednak że przez Rigby’ego znalazł się na księżycu chciał zabić pracowników parku, lecz ci uciekli przed nim na ziemię. Miał głowę i pas zabawkowego zapaśnika, tułów Rigby’ego oraz ogon Mordechaja. Jeden z niewielu złoczyńców, którzy przeżyli.
- Świadomość Mięśniaka (ang. Body Builder) – pojawił się w odcinku Ciało Rigby’ego w którym zabrał Rigby’emu ciało i chciał z nim uciec jednak pracownicy parku potrącili go samochodem i wylądował w zjeżdżalni. Kiedyś miał ciało, ale się przetrenował i je stracił. Był czerwoną świadomością bez ciała gdy miał jeszcze ciało był muskularnym mężczyzną. Jeden z niewielu złoczyńców, którzy przeżyli.
- Angielska taksówka „Mat” (ang. British taxi „Matt”) – pojawił się w odcinku Witam szefuniu, w którym ścigał Rigby’ego, by ten oddał w końcu film. Gdy w końcu go dogonił, Rigby go pobił. Był pracownikiem wypożyczalni filmowej, normalnie nosił czerwoną koszulkę, brązowe spodnie i czarne buty, miał brązowe wąsy i włosy, czasem nosił różne stroje, np. angielskiej taksówki. Jeden z niewielu złoczyńców, którzy przeżyli.
- Jahcedrom i Ybgir (w jęz. ang. Iacedrom and Ybgir) – pojawili się w odcinku zakręcony chcieli w nim zabić Papcia za to że ten wygłosił przemowę, ale Mordechaj i Rigby go uratowali. Byli bardzo realistycznymi sójką i szopem. Ich imiona to lustrzane odbicia Mordechaj i Rigby. Jedni z niewielu złoczyńców, którzy przeżyli.
- Menadżer sklepu z grami (ang. Game Store Manager) – pojawił się w odcinku Ale ja mam paragon, w którym nie chciał oddać Mordechajowi i Rigby’emu pieniędzy za grę Królestwo Darthona, więc zaczęli sabotować jego biznes. Na koniec przeniósł Mordechaja i Rigby’ego do świata gry. Tam po krótkiej walce Mordechaj przebił go mieczem, który po powrocie okazał się linijką. Zmarł próbując odjechać swoim samochodem. Nosił zieloną koszulkę i brązowe spodnie, a świecie gry – zbroję, hełm i pelerynę. Miał brązowe włosy, czarne w grze. Pojawił się wśród złoczyńców tymczasowo wskrzeszonych w odcinku Zjazd 9B.
- Śnieżny Stwór (ang. Snowballs The Ice Monster) – pojawił się w odcinku Dzień oceny w którym powstał po tym jak Mordechaj i Rigby wpisali go do księgi osiągnięć, chciał zniszczyć cały park i pewnie by to zrobił gdyby nie to, że Mordek i Rigs skleili księgę i go zniszczyli. Wyglądał jak wielka śnieżna kula z długą głową robaka i pomarańczowymi oczami.
- Piosenka „Latem cię pokochać chcę” (ang. Summer Time Song) – pojawił się w odcinku To moja piosenka. „Wgryzł się” w mózg Rigby’ego a potem się zmaterializował i wyszedł z jego głowy. Ostatecznie pracownicy parku zniszczyli go piosenką „Będzie impreza, zjemy kluchy i pójdziemy spać”. Wyglądał jak wielka biała kaseta z rękami i nogami w okularach przeciwsłonecznych w czerwonej obudowie.
- CzteroRękgedon (ang. Four-armageddon) – pojawił się w odcinku Prawdziwie prawdziwe zapasy. Poczuł się urażony wypowiedzią Mordechaja i Rigby’ego, że zapasy są na niby, pobił ich i chciał zabić, lecz został pokonany przez Papcia i stracił tytuł mistrza. Nosił czerwone majtki, miał blond włosy oraz cztery ręce i ręce zamiast stóp. Jeden z niewielu złoczyńców, którzy przeżyli.
- Srebrny Koleś (ang. Silver Dude) – pojawił się w odcinku Srebrny Koleś, dorabiał na występach ulicznych w parku. Kopiował piosenki Mordechaja i Rigby’ego. Powiedział „Ja jestem srebrny to różnica” i rzeczywiście ludzie go popierali, aż farba z niego zeszła.
- Jack – pojawił się w odcinku Auto Bensona. Benson go wynajął, by znalazł złodziei jego auta. Kiedy poszedł do warsztatu samochodowego, skanował rysunki Mordechaja i Rigby’ego, a kiedy ich znalazł w Parku, rozwalał dom. Potem odpuścił, ale broń odpaliła i rozwaliła samochód Bensona.
- Mróz i Eskimos  – pojawili się w odcinku Mróz do sześcianu. Pojawili się w mózgu Thomasa, gdy ten wypił bardzo zimny koktajl z lodowców i chcieli zamrozić pień mózgu. Mordechaj i Rigby weszli do mózgu Thomasa i udało im się rozmrozić mózg. Skończyło się na tym, że Eskimos spadł do przepaści, a Mróz zginął w eksplozji. Są wzorowani na Kawie i Tłumaczu. Mróz był wielkim, niebieskim koktajlem, który mówił tylko: mróz mróz.

## Obsada
- J.G. Quintel – Mordechaj, Duch Piątka
- William Salyers – Rigby
- Sam Marin – Benson, Atleta, Papcio
- Jeff Bennett – Duch Piątka (odc. 1-12)
- Mark Hamill – Hop
- Roger Craig Smith – Thomas
- Janie Haddad Tompkins – Małgosia
- Minty Lewis – Lena
- David Ogden Stiers – pan Maellard
- Julian Holloway – Śmierć

## Wersja polska

### Odcinki 1-7, 9-176
Opracowanie wersji polskiej: Studio Sonica

Reżyseria: Miriam Aleksandrowicz

Dialogi: Joanna Krejzler

Dźwięk i montaż: Maciej Brzeziński

Kierownictwo produkcji: Dorota Furtak-Masica

Kierownictwo muzyczne: Marek Krejzler

Udział wzięli:
- Piotr Bajtlik –
  - Mordechaj,
  - Jachedrom (odc. 17),
  - Sherm, ojciec Rigby’ego (odc. 133-134)
- Krzysztof Szczerbiński –
  - Rigby,
  - Ygbir (odc. 17)
- Waldemar Barwiński –
  - Papcio,
  - krasnal (odc. 77),
  - Carter (odc. 107),
  - Srebrny koleś (odc. 122),
  - Barry (odc. 124),
  - Johnny Crasher (odc. 135),
  - członek Samorządu Nieśmiertelnych (strażnik Źródła Młodości) (odc. 144-145),
  - magnetofon (odc. 149)
- Przemysław Stippa –
  - Benson Dunwoody,
  - dyrektor Bennett (przodek Bensona) (odc. 144-145)
- Miłogost Reczek –
  - Hop (Krok),
  - jeden z członków zespołu Metalowe Czaszki (odc. 44-45),
  - strażnik (odc. 58),
  - dr. Henry (odc. 109),
  - policjant #1 (odc. 119),
  - koleś od występów ulicznych (odc. 122),
  - jeden z dziewiętnastowiecznych mieszkańców (odc. 128-129),
  - Rich Buckner (odc. 133-134),
  - Bruce Rock (odc. 143),
  - staruszek (odc. 151),
  - Manny (odc. 167),
  - prezydent Davis (odc. 169-170),
  - Biały Słoń (odc. 171)
- Jan Aleksandrowicz-Krasko –
  - Mitch Sorenstein (Atleta),
  - Kawa Kawa (odc. 3),
  - głos w grze Kopacze (odc. 4),
  - ochroniarz na ślubie (odc. 5),
  - Don (odc. 10),
  - Peeps (odc. 16),
  - pracownik wypożyczalni kaset wideo (odc. 23),
  - Doug (odc. 27),
  - jeden z widzów (odc. 31),
  - Czterorękegon (odc. 32),
  - spiker reklamy Bzikołapska (odc. 33),
  - Chong (odc. 41),
  - Reginald (odc. 43, 137),
  - strażnik (odc. 47),
  - Tuck Packerd (odc. 51),
  - Kostucha (odc. 51),
  - telefon z puszki (odc. 57),
  - Chad (odc. 63),
  - facet w kolejce (odc. 69),
  - sprzedawca pączków (odc. 79),
  - orzeł (wyższa forma kacząt) (odc. 96),
  - spiker programu muzycznego (odc. 97),
  - ochroniarz #1 (odc. 101),
  - komisarz Davis (odc. 107),
  - narrator serialu Carter i Briggs (odc. 107),
  - strażnik formatów #1 (odc. 113),
  - lektor reklamy (odc. 122),
  - Armand (odc. 123),
  - jeden z dziewiętnastowiecznych mieszkańców (odc. 128-129),
  - facet przebrany za kolonistę (odc. 133-134),
  - członek Samorządu Nieśmiertelnych (strażnik Źródła Młodości) (odc. 144-145, 156),
  - narrator Ekstermalnej Baristy (odc. 149),
  - spiker (odc. 149),
  - Thomas, syn Śmierci (odc. 150),
  - surfer z telewizji (odc. 152),
  - Stash (odc. 153),
  - Bob Karpett (odc. 156),
  - ochroniarz (odc. 157),
  - sprzedawca w sklepie (odc. 159),
  - Chaz Melter (odc. 163),
  - staruszek w wiadomościach (odc. 168),
  - Anatolij (odc. 169-170),
  - jeden z robotników (odc. 173),
  - barman (odc. 175),
  - jeden z kierowców samochodu przewożącego kangury (odc. 175)
- Michał Głowacki –
  - Duch Piątka,
  - jedno z dzieci (odc. 2),
  - Simon, jeden z małych graczy (odc. 19),
  - jeden z widzów (odc. 31),
  - lekarz (odc. 33),
  - głos w muzeum (odc. 34),
  - Kevin (odc. 49),
  - dzieciak z reklamy Maksymalnej Rękawicy (odc. 60),
  - kelner (odc. 61),
  - wózek (odc. 72),
  - przywódca parówek (odc. 82),
  - placek (odc. 83),
  - jeden z kolesi (odc. 89),
  - John Moore (odc. 97),
  - RGB 2 (odc. 101),
  - kaczątko #4 (odc. 102),
  - Mróz do sześcianu (odc. 109),
  - kuzyn Małgosi (odc. 112),
  - Robo Kolo (odc. 119),
  - student #1 (odc. 121),
  - jeden z Autologów (odc. 140),
  - jeden z widzów (odc. 176)
- Tomasz Błasiak –
  - koń (odc. 2),
  - tłumacz (odc. 3),
  - świadomość kulturysty (odc. 11),
  - gitarzysta (odc. 12),
  - pan Maellard, ojciec Papcia (odc. 17, 22, 104, 143, 152, 154, 162, 164-165),
  - policjant (odc. 18),
  - Mikey, drugi z małych graczy (odc. 19),
  - Impra Pete (odc. 21),
  - sprzedawca w sklepie z grami (odc. 24),
  - ojciec Ducha Piątki (odc. 29),
  - pracownik wypożyczalni kaset wideo (odc. 31),
  - jeden z widzów (odc. 31),
  - sędzia walk (odc. 32),
  - ojciec z reklamy Bzikołapska (odc. 33),
  - strażnik muzeum #1 (odc. 34),
  - Gatko-ninja (odc. 39),
  - Dave (odc. 41),
  - jeleń (odc. 46),
  - oskarżyciel (odc. 48),
  - ojciec Bensona (odc. 55),
  - aktor z Najdłuższego weekendu (odc. 95),
  - Ace Balthazar (odc. 97),
  - Kłop, kuzyn Hopa (odc. 99, 158),
  - ochroniarz #2 (odc. 101),
  - Briggs (odc. 107),
  - robot testujący stres (odc. 108),
  - tłumacz (odc. 109),
  - Frank Jones (odc. 110),
  - Frank Smith, tata Małgosi (odc. 112),
  - Laserdysk (Bibliotekarz) (odc. 113),
  - przywódca elitarnego klubu (odc. 114),
  - agent Costello (odc. 120),
  - policjant (odc. 121),
  - mechanik (odc. 123),
  - Jimbo (odc. 124),
  - Jebediah Townhouse (odc. 128-129),
  - prezenter wiadomości (odc. 128-129),
  - Scotty (odc. 128-129),
  - Don (odc. 131),
  - prezenter (odc. 132),
  - farmer Jimmy (odc. 133-134),
  - Timmy (odc. 135),
  - sędzia turnieju zbijaka (odc. 137),
  - Wesley (odc. 139),
  - Archibald, członek Samorządu Nieśmiertelnych (strażnik Źródła Młodości) (odc. 144-145),
  - Benny Harris (odc. 147),
  - Bert Coleman (odc. 151),
  - Hurl Hurlbutt (odc. 152),
  - Tango (odc. 153),
  - Gene (odc. 157, 172),
  - sędzia Błotomanii (odc. 159),
  - William, tata Mordechaja (odc. 161),
  - Carl Putter, ojciec C.J. (odc. 163),
  - brat Atlety (odc. 164-166),
  - dr. Henry (odc. 166),
  - staruszek wypchnięty z samochodu przez Joanne (odc. 168),
  - asystent prezydenta Davisa (odc. 169-170),
  - Karpow (odc. 169-170),
  - muzyczny telegrafista (odc. 173),
  - premier Australii (odc. 175),
  - Wally Tharah (odc. 175),
  - Kyle Garrity (odc. 176)
- Agnieszka Kunikowska –
  - Małgosia Smith,
  - matka Bensona (odc. 55),
  - sweter Małgosi (odc. 121)
- Lidia Sadowa –
  - Scabitha (odc. 51),
  - Denise Smith, mama Małgosi (odc. 112),
  - członkini elitarnego klubu (odc. 114),
  - Starla (odc. 117-118, 130, 133-134, 158, 162, 166, 172, 176),
  - agentka Kessler (odc. 120),
  - Ilena Roberts (odc. 130, 138, 145, 148, 150, 154-155, 159-160, 163, 167-168, 172-173),
  - Basia, mama Rigby’ego (odc. 140),
  - Mona (odc. 144-145),
  - Sheena (odc. 157),
  - Monica (odc. 158),
  - jedna z uczennic (odc. 162),
  - szefowa jednego z parków (odc. 174),
  - reżyserka castingu do programu „Spłukane małżeństwo” (odc. 176)
- Natalia Sikora –
  - Starla (odc. 26, 73, 88, 95, 99, 102),
  - DeMonica (odc. 50),
  - Trash (odc. 51),
  - kelnerka (odc. 54),
  - urzędniczka (odc. 64),
  - aktorka z Najdłuższego weekendu (odc. 95)
- Aleksander Czyż –
  - Nikołaj/Thomas,
  - mistrz tele-wkrętów (odc. 10),
  - Matt, pracownik wypożyczalni kaset wideo (odc. 13),
  - Jimmy (odc. 20),
  - Alpha (odc. 50),
  - pracownik kafejki internetowej #1 (odc. 56),
  - nastolatek z reklamy Maksymalnej Rękawicy (odc. 60),
  - Biggs (odc. 61),
  - Maitre 'd (odc. 73),
  - Ricky Grant (odc. 97),
  - przywódca Krokietów (odc. 105),
  - bracia ochroniarze (odc. 114),
  - sprzedawca hot dogów (odc. 117),
  - student #2 (odc. 121),
  - policjant (odc. 123-124),
  - nastolatek (odc. 128-129),
  - pilot sterowca (odc. 133-134),
  - Johnny (odc. 140),
  - prezenter (odc. 143),
  - telefon z puszki (odc. 148),
  - Yuji (odc. 148),
  - jeden z surferów z filmu (odc. 151),
  - Merle (odc. 151),
  - głos w reklamie firmy „Skrycie” (odc. 154),
  - Jimmy Jamzz (odc. 156),
  - jeden z kolegów staruszka (odc. 157),
  - lektor zapowiadający program „Spłukane małżeństwo” (odc. 176),
  - Teddy (odc. 176)

W pozostałych rolach:
- Joanna Pach-Żbikowska –
  - CJ,
  - żona Śmierci (odc. 68)
- Jakub Wieczorek –
  - klaun (odc. 2),
  - mistrz Śmierć Kwon Do (odc. 4, 96),
  - astronauta #2 (odc. 7),
  - Garrett Bobby Ferguson (odc. 19, 81-82),
  - ochroniarz (odc. 29),
  - główny bohater filmu Zombikalipsa 3D (odc. 31),
  - ochroniarz #1 (odc. 32),
  - Śmierć (odc. 33, 43, 68, 82, 117),
  - Nocna Sowa (odc. 34),
  - Skunksołak (odc. 39),
  - pracownik King Thrift (odc. 41),
  - Bóg koszykówki (odc. 47),
  - Sędzia Broseph Kolowrzućnaluz (odc. 48),
  - Masakra (odc. 51),
  - manager restauracji (odc. 58),
  - ochroniarz #2 (odc. 61),
  - Ajay Maldonaldo (odc. 62),
  - pan Wola (odc. 64),
  - strażnik Źródła Młodości (odc. 65),
  - pan Maellard, tata Papcia (odc. 67),
  - Atletata (odc. 71),
  - koleś w pubie (odc. 72),
  - ojciec Starli (odc. 73),
  - niedźwiedź (odc. 78),
  - Garrett Bobby Ferguson Jr. (odc. 81-82),
  - kierowca Impra Busu (odc. 84-85),
  - Gunner Von Strauss (odc. 87),
  - jeden z wrotkarzy (odc. 89),
  - Russell (odc. 89),
  - gęś (odc. 96),
  - sobowtór Ace’a Balthazara (odc. 97),
  - Reginald (odc. 99),
  - Greg (odc. 100),
  - Donny G (odc. 106),
  - brat Atlety (odc. 110),
  - pilot helikoptera (odc. 112),
  - LP (odc. 113),
  - Impra Pete (odc. 119),
  - Jack (odc. 123),
  - strach na wróble (odc. 128-129),
  - Brock Stettman (odc. 133-134),
  - Frank Smith, tata Małgosi (odc. 133-134)
- Aleksander Wysocki –
  - Niszczyciel Światów (odc. 2),
  - strażnik Źródła Młodości (odc. 5),
  - astronauta #1 (odc. 7),
  - Ojciec Czas (odc. 14),
  - brat Atlety (odc. 18),
  - Jack Farley (odc. 19),
  - czarodziej (odc. 44-45),
  - Easton (odc. 57),
  - spiker (odc. 57),
  - Klorgbane Niszczyciel (odc. 65),
  - Thomas, syn Śmierci (odc. 68),
  - jeden z duchów tirowców (odc. 71),
  - pracownik Baw Baw Zone (odc. 78),
  - Oggy Ogostrom (odc. 87),
  - Hector (odc. 94),
  - ochroniarz (odc. 97)
- Michał Świechowski –
  - Slasher (odc. 3),
  - sprzedawca w Sklepie dla ubogich (odc. 5),
  - Gary/Gareth (odc. 5, 43, 64, 99, 137, 144-145, 156),
  - policjant (odc. 27),
  - Duch Dziesiątka (odc. 29, 124),
  - jeden z widzów (odc. 31),
  - gliniarz z serialu (odc. 32),
  - ochroniarz #2 (odc. 32),
  - strażnik muzeum #2 (odc. 34),
  - Percy (odc. 44-45),
  - policjant (odc. 44-45),
  - Scottie (odc. 44-45),
  - strażnik lasu (odc. 46),
  - Chad „Żelazna Klata” (odc. 51),
  - dozorca (odc. 54),
  - przechodzień (odc. 55),
  - Techmo (Samson) (odc. 56, 126, 156),
  - magnetofon (odc. 57),
  - Manetti (odc. 58),
  - spiker reklamy Maksymalnej Rękawicy (odc. 60),
  - ochroniarz #1 (odc. 61),
  - spiker reklamy Ulti-Mięcha (odc. 62),
  - prezenter programu muzycznego (odc. 64),
  - John, kuzyn Małgosi (odc. 66, 112),
  - pracownik warsztatu (odc. 67),
  - ochroniarz (odc. 69),
  - strażnik (odc. 71),
  - kelner (odc. 73),
  - pracownik wypożyczalni kaset wideo (odc. 75),
  - lekarz (odc. 76),
  - Jim (odc. 76),
  - narrator filmu instruktażowego (odc. 83),
  - Pierce Gesner (odc. 97),
  - pracownik sklepu elektronicznego (odc. 113),
  - strażnik formatów #4 (odc. 113),
  - członek elitarnego klubu (odc. 114),
  - złodziej z bajki dla dzieci (odc. 118),
  - policjant #3 (odc. 119),
  - manifestant (odc. 121),
  - mężczyzna z filmu Cheerleaderki Zombie (odc. 123),
  - Jimmy (odc. 124),
  - Johnny Imbusik (odc. 128-129),
  - jeden z siłaczy (odc. 132),
  - facet przebrany za Indianina (odc. 133-134),
  - jeden z widzów (odc. 133-134),
  - spiker (odc. 133-134),
  - prowadzący teleturniej Powiedz to słowo (odc. 151),
  - jeden z surferów z filmu (odc. 152),
  - tajny agent firmy „Skrycie” (odc. 154),
  - ochroniarz (odc. 155),
  - głos mężczyzny z filmu (odc. 156),
  - pracownik Wing Kingdom (odc. 158),
  - właściciel samochodu z rozbitą szybą (odc. 163),
  - pracownik firmy Podnoś plecami (odc. 167)
- Bartłomiej Magdziarz –
  - przywódca parówek (odc. 6),
  - mały Don (odc. 9)
- Agnieszka Kudelska –
  - kasjerka (odc. 7),
  - kolega Rigby’ego z dzieciństwa (odc. 9),
  - kaczątko #3 (odc. 102),
  - mama Thomasa (odc. 133-134),
  - Celia (odc. 139),
  - mama Mordechaja (odc. 161, 172)
- Miriam Aleksandrowicz –
  - dr Asinoskovich (odc. 7),
  - staruszka z filmu z udziałem mistrza tele-wkrętów (odc. 9),
  - strażniczka Internetu (odc. 38),
  - Peggy, siostra Starli (odc. 118),
  - staruszka w wiadomościach (odc. 168)
- Dorota Furtak-Masica –
  - klientka przepuszczająca astronautów (odc. 7),
  - mama kaczek (odc. 35),
  - jedno z kacząt (odc. 35),
  - jedna z pań nieudolnie podrywanych przez Mordechaja i Rigby’ego (odc. 51),
  - kaczka (odc. 78),
  - fanka Ace’a (odc. 97),
  - kaczątko #1 (odc. 102),
  - studentka (odc. 121),
  - kobieta (odc. 128-129),
  - członkini Intergalaktycznej Rady Zbijaka (odc. 137),
  - kobieta czekająca po odbiór ciasta (odc. 154),
  - głos kobiety z filmu (odc. 156),
  - jedna z uczennic (odc. 162),
  - kobieta w wiadomościach (odc. 168),
  - sekretarka Clifton (odc. 169-170),
  - Tina (odc. 176)
- Małgorzata Szymańska –
  - Ilena Roberts (odc. 22, 30, 35, 39, 46, 51, 69, 77, 79, 84-85, 88, 90, 93, 95, 97, 111-112),
  - Susan (odc. 23),
  - kobieta (odc. 44-45),
  - siostra Bensona (odc. 55),
  - Natasza (odc. 169-170)
- Aleksander Kupisiewicz –
  - komentator (odc. 43),
  - kometa (odc. 50),
  - narrator kasety terapeutycznej (odc. 55),
  - pracownik kafejki internetowej #2 (odc. 56),
  - Jeremy (odc. 63),
  - prezenter wiadomości (odc. 168),
  - reporter (odc. 175)
- Anna Rusiecka –
  - pogodynka (odc. 46),
  - Audrey (odc. 52),
  - głos telefonu (odc. 57),
  - pracowniczka Baw Baw Zone (odc. 78),
  - sprzedawczyni w cukierni (odc. 154)
- Wojciech Chorąży –
  - właściciel sklepu (odc. 48),
  - Koleś Bez Zasad (odc. 49),
  - dostawca paczek (odc. 84-85),
  - Steve, wujek Mordechaja (odc. 84-85),
  - Skoczny Jim (odc. 140)
- Grzegorz Falkowski –
  - detektyw z serialu #1 (odc. 51),
  - Filbert (odc. 59),
  - Dukan Kabel (odc. 64)
- Zbigniew Kozłowski –
  - detektyw z serialu #2 (odc. 51),
  - parkowy graficiarz (odc. 52),
  - lekarz (odc. 58),
  - Mulligan (odc. 59)
- Krystyna Kozanecka –
  - Ladonna (odc. 69),
  - matka Starli (odc. 73)
- Wojciech Szymański –
  - Jan (odc. 84-85),
  - Tony (odc. 88),
  - fan Ace’a (odc. 97),
  - gospodarz zlotu fanów serialu To mój telewizor (odc. 101),
  - mechanik (odc. 104),
  - kioskarz (odc. 105),
  - Raymond, mechanik (odc. 105),
  - Sammy (odc. 107),
  - farmaceuta (odc. 108),
  - strażnik Strefy Kumpli (odc. 111),
  - SP (odc. 113),
  - policjant #2 (odc. 119),
  - nauczyciel (odc. 144),
  - ojciec Mony (odc. 145),
  - nauczyciel filmoznawstwa (odc. 148),
  - dr. Henry (odc. 152),
  - policjant (odc. 153),
  - pan T-Shirt Man (odc. 156),
  - staruszek (odc. 157),
  - głos telefonu (odc. 160),
  - właściciel Miłosnej Zagrody (odc. 160),
  - dziadek Hanatronic (odc. 168),
  - premier Koskhow (odc. 169-170),
  - szef jednego z parków (odc. 174),
  - Australijczyk (odc. 175),
  - Maurice (odc. 176)
- Karolina Muszalak –
  - komputer (odc. 102),
  - C.Z.A.D.Z.I.O.R. DJ 3000 (odc. 106),
  - Impra Zoe (odc. 119)
- Rafał Fudalej – członek elitarnego klubu (odc. 114)
- Beata Deskur –
  - listonoszka (odc. 121),
  - Tracey (odc. 136)
- Robert Jarociński –
  - szef spółki Stodnie (odc. 130),
  - Atle-tata (odc. 132),
  - członek Intergalaktycznej Rady Zbijaka (odc. 137),
  - Wes (odc. 139),
  - strażnik (odc. 143),
  - członek Samorządu Nieśmiertelnych (strażnik Źródła Młodości) (odc. 144-145),
  - byk (odc. 150),
  - Burl (odc. 152),
  - prowadzący konkurs tańca (odc. 168),
  - Smutny Sax (odc. 173),
  - Steffen (odc. 174),
  - jeden z kierowców samochodu przewożącego kangury (odc. 175),
  - jeden z widzów (odc. 176)
- Stanisław Biczysko – prowadzący zawodów kulturystycznych (odc. 132)
- Krzysztof Nowik –
  - członek Intergalaktycznej Rady Zbijaka (odc. 137),
  - jeden z Autologów (odc. 140),
  - Śmierć (odc. 143, 150, 166),
  - Clorgbane Niszczyciel (odc. 144-145),
  - Garrett Bobby Ferguson (odc. 151),
  - skrzydełko (odc. 158),
  - generał Pat McMurphy (odc. 169-170),
  - jeden z robotników (odc. 173),
  - Angus (odc. 175)
- Anna Ułas –
  - matka Mony (odc. 144),
  - Peggy, siostra Starli (odc. 158),
  - pani Sorenstein (odc. 164-165),
  - pracowniczka Urzędu Pracy (odc. 167),
  - Joana Hanatronic (odc. 168),
  - pracowniczka lotniska (odc. 175)
- Krzysztof Pluskota –
  - Kid Krunchy Z (odc. 148),
  - Cody (odc. 150),
  - jeden z surferów z filmu (odc. 151),
  - spiker reklamy „Skrycie” (odc. 154)
- Maksymilian Michasiów –
  - Reggie (odc. 162),
  - jeden z uczniów (odc. 162),
  - duch pełnomocnika rodziny Hanatronic (odc. 168),
  - jeden z żołnierzy marynarki wojennej (odc. 169-170),
  - jeden z widzów (odc. 176),
  - małżonek adoptujący szczeniaki z programu „Spłukane małżeństwo” (odc. 176)
- Maksymilian Bogumił
- Dominika Malczyńska

Tekst piosenki:
- Joanna Krejzler
- Marek Krejzler

Piosenki śpiewali:
- Tomasz Błasiak (odc. 25, 173),
- Waldemar Barwiński (odc. 25, 40, 50),
- Miłogost Reczek (odc. 25, 44-45),
- Piotr Bajtlik (odc. 25, 40, 50, 122, 133-134, 145),
- Krzysztof Szczerbiński (odc. 25, 40, 50, 122, 133-134),
- Przemysław Stippa (odc. 25),
- Jan Aleksandrowicz-Krasko (odc. 25, 106),
- Aleksander Czyż (odc. 50),
- Aleksander Kupisiewicz (odc. 50),
- Natalia Sikora (odc. 50),
- Katarzyna Łaska (odc. 133-134),
- Jakub Molęda (odc. 133-134)

Lektor: Jan Aleksandrowicz-Krasko

### Odcinki 177-179, 181-261, S2-S5
Wersja polska: SDI Media Polska
Reżyseria: Joanna Węgrzynowska-Cybińska
Dialogi: 
- Joanna Krejzler,
- Marta Robaczewska (odc. 254-255, 260-261)

Kierownictwo muzyczne: Juliusz Kamil
Kierownictwo produkcji: Walentyna An
Dźwięk: 
- Łukasz Fober,
- Adam Łonicki,
- Mateusz Michniewicz,
- Elżbieta Pruśniewska

Udział wzięli:
- Piotr Bajtlik – Mordechaj
- Krzysztof Szczerbiński –
  - Rigby,
  - dyrektor Dean (jedna scena w odc. 214)
- Przemysław Stippa –
  - Benson Dunwoody,
  - Pan Szefunio (odc. 201)
- Miłogost Reczek – Hop (Krok) (odc. 177-179, 181-250)
- Jacek Król –
  - Kot Masterson (odc. 199),
  - sprzedawca w telewizji (odc. 201),
  - MacCreedy (odc. 204),
  - aktor (odc. 209),
  - strażnik w YZB (odc. 210),
  - Sean-Ben Pimento (odc. 212),
  - Leniwy Dave (odc. 213),
  - Ziggy (odc. 217),
  - Generał Rawls (odc. 233, 236, 238, 240, 242-243, 245),
  - Hop (Krok) (odc. 251-260)
- Jakub Wieczorek – Mitch Sorenstein (Atleta)
- Michał Głowacki – Duch Piątka
- Waldemar Barwiński –
  - Papcio Maellard,
  - Anty-Papcio (odc. 237, 245, 252-253, 256, 259-261),
  - jeden z innych mieszkańców Lizakowa (odc. 259)
- Joanna Pach-Żbikowska –
  - C.J.,
  - mama Mikey’ego, uczestniczka konkursu na piosenkę urodzinową (odc. 179)
- Lidia Sadowa –
  - Ilena Roberts,
  - Starla (odc. 191),
  - kelnerka przyjmująca zamówienie Rigby’ego (odc. 214)
- Agnieszka Kunikowska – Małgosia Smith (odc. 177, 182, 188, 191, 195, 203, 205, 207, 211, 226, 229-230)
- Joanna Węgrzynowska-Cybińska –
  - konferansjerka na gali rozdania Parkoskarów (odc. 193),
  - Victoria, martwa menadżer parku (odc. 193),
  - Starla (odc. 200),
  - Krysia, córka Dyrektora Impra-Konia (odc. 203),
  - Basia, mama Rigby’ego (odc. 205, 220, 230),
  - kelnerka w Chinach (odc. 207),
  - osa (odc. 217),
  - Małgosia Smith (odc. 231),
  - Sally Wykałaczka (odc. 232, 234-237, 241, 243-245, 249-250, 260),
  - sąsiadka Bensona (odc. 233)
- Krzysztof Cybiński –
  - strażnik 1 (odc. 177),
  - Maury Moto (odc. 181),
  - doktor Matthews (odc. 189),
  - jeden ze współlokatorów Mordechaja w Koszogrodzie (odc. 192),
  - Jared Polaski, jeden z martwych menadżerów parku (odc. 193),
  - szef Kanału 6 (odc. 195),
  - lekarz (odc. 200),
  - prokurator (odc. 201),
  - jeden z organizatorów imprez na planecie Impra-Koń (odc. 203),
  - policjant w serialu (odc. 204),
  - Sherm, ojciec Rigby’ego (odc. 205),
  - Liroy / Szarloteczek (odc. 206),
  - dyrektor Zhang (odc. 207),
  - pracownik YZB #3 (odc. 210),
  - Billy (odc. 213),
  - Łowca nagród (odc. 213),
  - puszka kukurydzy (odc. 217),
  - szef Atlety (odc. 218),
  - pracownik sklepu I zwycięstwo! (odc. 222),
  - jeden z członków kapeli Merkurowy skwar (odc. 226),
  - astronauta (odc. 227),
  - latarnik złapany przez superancki gang (odc. 237),
  - jeden ze sługusów Anty-Papcia (odc. 245),
  - jeden z wampirów (odc. 249),
  - Kosmiczny Mikołaj (odc. 254-255),
  - taśma magnetyczna (odc. 257),
  - Streaming (odc. 257, 260)
- Mikołaj Klimek –
  - Frank Smith, tata Małgosi (odc. 177, 182, 195, 230),
  - jedna z gęsi (odc. 186-187),
  - kanapka #6 (odc. 190),
  - Apollo (odc. 204),
  - Harry Roughauser (odc. 206),
  - agent (odc. 215),
  - prokurator (odc. 241),
  - stary nietoperz (odc. 242),
  - Wallace Murco, jeden z pracowników Kopuły Alfa (odc. 248),
  - Lektor powtarzający „Kolejny poziom” (odc. 253)
- Marek Robaczewski –
  - Hank (odc. 177),
  - farmer Jimmy (odc. 179),
  - szef Playco #1 (odc. 186-187),
  - Sherm, ojciec Rigby’ego (odc. 190),
  - Gene (odc. 193, 212),
  - John Silverman, jeden z martwych menadżerów parku (odc. 193),
  - pracownik YZB #2 (odc. 210),
  - lew uwięziony w telewizorze (odc. 217),
  - jeden z członków kapel Merkurowy skwar (odc. 226),
  - Małżolina (odc. 241),
  - John Murrow, jeden z pracowników Kopuły Alfa (odc. 248),
  - Neil deGrasse Tyson (odc. 250)
- Paweł Szczesny –
  - jeden z klientów (odc. 177),
  - żółw (odc. 177),
  - jeden ze strażników formatów (odc. 178),
  - sprzedawca kanapek (odc. 183),
  - strażnik (odc. 184),
  - zwiedzający park (odc. 184),
  - rycerz (odc. 185),
  - klient szukający drzwi (odc. 185),
  - astronauta Jones (odc. 186-187),
  - dostawca pizzy (odc. 190),
  - Ted Nelson, jeden z martwych menadżerów parku (odc. 193),
  - serwisant (odc. 202),
  - ksiądz (odc. S4)
- Janusz Wituch –
  - Glenn (odc. 177),
  - strażnik 2 (odc. 177),
  - Wielka Głowa (odc. 184),
  - Briggs (odc. 186-187),
  - jedna z gęsi (odc. 186-187),
  - Atletata (odc. 191),
  - Zaxon (odc. 198),
  - jeden z nastolatków (odc. 202),
  - Wayne (odc. 205),
  - Carter (odc. 210, 260),
  - bezdomny (odc. 214),
  - pilot helikoptera (odc. 215),
  - facet ze strzałą uwięziony w telewizorze (odc. 217),
  - sprzedawca kanapek (odc. 219),
  - Earl (odc. 251-253, 256)
- Adam Bauman –
  - Laserdysk (Bibliotekarz) (odc. 178),
  - pan Sengley (odc. 193, 212),
  - John Wolfhard (odc. 201)
- Zbigniew Konopka –
  - Internet (odc. 178),
  - Niech nam żyje (odc. 179),
  - dyrektor Impra-Koń (odc. 183, 203),
  - szef Playco #2 (odc. 186-187)
- Karol Wróblewski –
  - DVD (odc. 178),
  - strażnik złotego żołądka (odc. 189)
- Bartosz Martyna – głos z Centrum Pomocy Technicznej (odc. 178)
- Anna Apostolakis – jedna z uczestniczek konkursu na piosenkę urodzinową (odc. 179)
- Julia Kołakowska-Bytner –
  - mama chłopca (odc. 179),
  - Denise Smith (odc. 182),
  - Samantha (odc. 186-187),
  - pielęgniarka (odc. 189),
  - matka Roya (odc. 230)
- Juliusz Kamil –
  - jeden z uczestników konkursu na piosenkę urodzinową (odc. 179),
  - Andy (odc. 186-187),
  - jedna z kaczek (odc. 186-187)
- Krzysztof Szczepaniak – jeden z kelnerów (odc. 179)
- Anna Sztejner –
  - koleżanka Susan z pracy (odc. 179),
  - kelnerka w restauracji (odc. 179),
  - chłopiec (odc. 179),
  - kobieta z budki z hot dogami (odc. 181),
  - kuzyn Małgosi (odc. 182),
  - kobieta zwiedzająca park (odc. 184),
  - dzieciak z reklamy (odc. 186-187),
  - wiedźma (odc. 202),
  - Apple (odc. 207),
  - profesor Jessica Jacobs (odc. 234),
  - córka króla modliszek (odc. 235)
- Łukasz Węgrzynowski –
  - Mikey (odc. 179),
  - Impra-Koń 42699 (odc. 183, 203, 260),
  - Gene (odc. 184),
  - jedna z gęsi (odc. 186-187),
  - Mega Gęś X (odc. 186-187),
  - RGB2 (odc. 190),
  - Smutny Sax (odc. 192),
  - jeden z braci Jabłońskich (odc. 214),
  - jeden ze współpracowników Atlety (odc. 218),
  - jeden z naukowców (odc. 221),
  - kelnerka w stroju astronauty (odc. 227),
  - R-566 (odc. 232),
  - Król modliszek (odc. 235),
  - Kiff (odc. 238),
  - Bożek breaku (odc. S5)
- Mieczysław Morański – strażnik (odc. 181, 185)
- Jakub Szydłowski –
  - Del Hanlon (odc. 182, 188, 195, 226),
  - gość na przyjęciu pana Maellarda (odc. 194),
  - policjant w sądzie (odc. 201),
  - jeden z nastolatków (odc. 202),
  - Charlie (odc. 203),
  - Koko (odc. 204),
  - policjant #1 (odc. 206),
  - RGB2 (odc. 209-210),
  - pracownik wypożyczalni VHS (odc. 213),
  - Thomas w przebraniu (odc. 215),
  - strażnik wysypiska (odc. 217)
- Tomasz Błasiak – pan Maellard, ojciec Papcia (odc. 184, 194, 197, 219, 221, 224, 231, 251)
- Artur Kaczmarski –
  - sprzedawca drzwi (odc. 185),
  - Carter (odc. 186-187, 205),
  - lektor reklamy (odc. 186-187),
  - narrator (odc. 186-187),
  - głos Całusokamery i Rzutokamery (odc. 188),
  - mistrz Śmierć Kwon-Do (odc. 189),
  - lektor reklamy płatków (odc. 190),
  - lektor zapowiedzi filmowej Cartera i Briggsa 7 (odc. 205),
  - konferansjer na akademii (odc. 207),
  - lektor w telewizji (odc. 209),
  - Briggs (odc. 210, 250, 260),
  - głos w reklamie wywiadu z kapelą Merkurowy skwar (odc. 226),
  - lektor filmu instruktażowego (odc. 233),
  - lektor reklamy Kosmobutów (odc. 234),
  - lektor Szach TV (odc. 238),
  - lektor reklamy koncertu „Pięściuchów” (odc. 242),
  - komentator wyścigu (odc. 243),
  - lektor filmu o duchach (odc. 245)
- Robert Jarociński –
  - Jerry (odc. 189),
  - Mękuś (odc. 201-202),
  - Gary (odc. 204, 216, 258),
  - Daisuke (odc. 205),
  - Gary (odc. 217),
  - Doktor Reuben Langer (odc. 221-222, 225-226, 228, 230)
- Agnieszka Fajlhauer –
  - Jackie Carmichael (odc. 195),
  - Mary Lee (odc. 205),
  - pani Kessler (odc. 208)
- Piotr Bąk – doktor Kopuła (odc. 197)
- Wojciech Chorąży –
  - sprzedawca w sklepie z grami (odc. 198),
  - Dale (odc. 199),
  - adwokat (odc. 201),
  - doktor Sheldon Weatherberry (odc. 204),
  - Briggs (odc. 205),
  - policjant #2 (odc. 206),
  - mężczyzna w kawiarni (odc. 209)
- Michał Podsiadło –
  - Duch Dziesiątka (odc. 200, 206),
  - pracownik wypożyczalni (odc. 202),
  - głos stacji telewizyjnej (odc. 204),
  - jeden z licealistów (odc. 208),
  - David (odc. 216),
  - Don (odc. 220),
  - naukowiec #1 (odc. 222, 228),
  - jeden z mieszkańców Parklandii (odc. 223),
  - jeden z członków kapeli Merkurowy skwar (odc. 226)
- Anna Wodzyńska –
  - sędzia (odc. 201),
  - Celia (odc. 202),
  - Morales (odc. 204),
  - artystka (odc. 209),
  - naukowiec #3 (odc. 228),
  - pani fotograf (odc. 230),
  - jedna z pracownic Kopuły Alfa (odc. 248)
- Stefan Knothe – dyrektor Dean (odc. 207-208, 214, 229-230)
- Wojciech Paszkowski –
  - pracownik YZB #1 (odc. 210),
  - dyrektor YZB (odc. 210),
  - Ziggy (w jednej scenie odc. 217),
  - Sherm, ojciec Rigby’ego (odc. 220, 230),
  - ojciec Roya (odc. 230),
  - Mózg złych mocy (odc. 238),
  - Śmierć (odc. 258, 260),
  - Bóg (odc. S2)
- Jarosław Boberek – Andrew Aaronson (odc. 212)
- Sebastian Cybulski –
  - chłopak (odc. 213),
  - Milton (odc. 214, 220),
  - Steward (odc. 219),
  - pracownik laboratorium (odc. 222),
  - sprzedawca t-shirtów (odc. 222),
  - jeden ze strażników (odc. 225),
  - pracownik Wing Kingdom (odc. 225)
- Bożena Furczyk –
  - jedna z koleżanek Rigby’ego (odc. 214),
  - zebra uwięziona w telewizorze (odc. 217),
  - pracownica firmy kurierskiej (odc. 219),
  - kelnerka w Cheezers (odc. 217)
- Maksymilian Bogumił –
  - Thomas / Nikolai (odc. 215),
  - jeden z dziennikarzy (odc. 231)
- Cezary Kwieciński –
  - jeden z dziennikarzy (odc. 231),
  - modliszka-strażnik (odc. 235),
  - jeden ze strażników (odc. 236),
  - Kanadyjczyk #2 (odc. 240),
  - Spacey McDrzewko (odc. 240)
- Maksymilian Michasiów – Streszczo-robot (odc. 232-237, 241, 245, 249-250, 260)
- Kamil Pruban – Chance Sureshot (odc. 232-233, 235-237, 241, 244-245, 249-250, 260)
- Sebastian Perdek – kasjer (odc. 234)
- Monika Pikuła – Roxy (odc. 239)
- Przemysław Niedzielski – Kanadyjczyk #1 (odc. 240)
- Karol Osentowski – Steven Mikulski, jeden z pracowników Kopuły Alfa (odc. 248)
- Izabella Bukowska-Chądzyńska – Wyrocznia (odc. 257, 261)

Wykonanie piosenek:
- Anna Apostolakis (odc. 179),
- Piotr Bajtlik (odc. 179, 227-228, 242, 258, S2),
- Juliusz Kamil (odc. 179, 191),
- Zbigniew Konopka (odc. 179),
- Joanna Pach-Żbikowska (odc. 179),
- Krzysztof Szczerbiński (odc. 179, 208, 227-228, 258, S2),
- Przemysław Stippa (odc. 194),
- Joanna Węgrzynowska-Cybińska (odc. 207),
- Jan Rotowski (odc. 259)

Lektor: Artur Kaczmarski

## Spis odcinków
| S. | Odc. | Premiera ANG.       | Finał ANG.        | Premiera PL.      | Finał PL.            |
| -- | ---- | ------------------- | ----------------- | ----------------- | -------------------- |
| 1  | 12   | 6 sierpnia 2010     | 22 listopada 2010 | 26 listopada 2011 | 18 grudnia 2011      |
| 2  | 28   | 29 listopada 2010   | 1 sierpnia 2011   | 18 grudnia 2011   | 20 maja 2012         |
| 3  | 40   | 19 września 2011    | 3 września 2012   | 23 sierpnia 2012  | 7 lutego 2013        |
| 4  | 40   | 1 października 2012 | 12 sierpnia 2013  | 7 czerwca 2013    | 1 grudnia 2013       |
| 5  | 40   | 2 września 2013     | 14 sierpnia 2014  | 7 kwietnia 2014   | 12 grudnia 2014      |
| 6  | 31   | 9 października 2014 | 25 czerwca 2015   | 27 kwietnia 2015  | 6 lutego 2016        |
| 7  | 39   | 26 czerwca 2015     | 30 czerwca 2016   | 4 lipca 2016      | 31 października 2016 |
| 8  | 31   | 26 września 2016    | 16 stycznia 2017  | 13 marca 2017     | 31 października 2017 |

| Premiera odcinka        | Premiera odcinka | Nr  | Polski tytuł                               | Angielski tytuł                         |
| ----------------------- | ---------------- | --- | ------------------------------------------ | --------------------------------------- |
|                         |                  |     |                                            |                                         |
| ODCINEK PILOTOWY        |                  |     |                                            |                                         |
|                         |                  |     |                                            |                                         |
| 11.07.2009              | nie emitowany    | P1  | Pierwszy dzień                             | Regular Show                            |
|                         |                  |     |                                            |                                         |
| Seria pierwsza          |                  |     |                                            |                                         |
|                         |                  |     |                                            |                                         |
| 06.08.2010              | 26.11.2011       | 01  | Potęga                                     | The Power                               |
|                         |                  |     |                                            |                                         |
| 13.08.2010              | 26.11.2011       | 02  | Ustawcie te krzesła                        | Just Set Up the Chairs                  |
|                         |                  |     |                                            |                                         |
| 20.08.2010              | 04.02.2011       | 03  | Bilety z kofeiną                           | Caffeinated Concert Tickets             |
|                         |                  |     |                                            |                                         |
| 27.08.2010              | 27.11.2011       | 04  | Kuksy śmierci                              | Death Punchies                          |
|                         |                  |     |                                            |                                         |
| 04.09.2010              | 18.12.2011       | 05  | Tort za darmochę                           | Free Cake                               |
|                         |                  |     |                                            |                                         |
| 11.09.2010              | 03.12.2011       | 06  | Grill ostateczny                           | Meat Your Maker                         |
|                         |                  |     |                                            |                                         |
| 18.09.2010              | 17.12.2011       | 07  | Ser z grilla deluxe                        | Grilled Cheese Deluxe                   |
|                         |                  |     |                                            |                                         |
| 25.09.2010              | 03.02.2024       | 08  | Jednorożce Muszą Odejść                    | The Unicorns Have Got to Go             |
|                         |                  |     |                                            |                                         |
| 01.11.2010              | 27.11.2011       | 09  | Tele-wkręty                                | Prank Callers                           |
|                         |                  |     |                                            |                                         |
| 08.11.2010              | 10.12.2011       | 10  | Don                                        | Don                                     |
|                         |                  |     |                                            |                                         |
| 15.11.2010              | 03.12.2011       | 11  | Ciało Rigby’ego                            | Rigby’s Body                            |
|                         |                  |     |                                            |                                         |
| 22.11.2010              | 11.12.2011       | 12  | Mordechaj and the Rigbys                   | Mordecai and the Rigbys                 |
|                         |                  |     |                                            |                                         |
| Seria druga             |                  |     |                                            |                                         |
|                         |                  |     |                                            |                                         |
| 29.11.2010              | 04.12.2011       | 13  | Witam szefuniu                             | Ello Gov’nor                            |
|                         |                  |     |                                            |                                         |
| 03.01.2011              | 17.12.2011       | 14  | Już czas                                   | It’s Time                               |
|                         |                  |     |                                            |                                         |
| 10.01.2011              | 10.12.2011       | 15  | Dzień oceny                                | Appreciation Day                        |
|                         |                  |     |                                            |                                         |
| 17.01.2011              | 11.12.2011       | 16  | Peeps                                      | Peeps                                   |
|                         |                  |     |                                            |                                         |
| 21.01.2011              | 18.12.2011       | 17  | Zakręcony                                  | Dizzy                                   |
|                         |                  |     |                                            |                                         |
| 31.01.2011              | 24.12.2011       | 18  | Moja mama                                  | My Mom                                  |
|                         |                  |     |                                            |                                         |
| 07.02.2011              | 24.12.2011       | 19  | Najlepszy wynik                            | High Score                              |
|                         |                  |     |                                            |                                         |
| 14.02.2011              | 25.12.2011       | 20  | Walka z telewizorem                        | Rage Against the TV                     |
|                         |                  |     |                                            |                                         |
| 21.02.2011              | 14.04.2012       | 21  | Impra Pete                                 | Party Pete                              |
|                         |                  |     |                                            |                                         |
| 25.02.2011              | 15.04.2012       | 22  | Odmóżdżacz                                 | Brain Eraser                            |
|                         |                  |     |                                            |                                         |
| 28.02.2011              | 14.04.2012       | 23  | Odejdź Benson                              | Benson Be Gone                          |
|                         |                  |     |                                            |                                         |
| 07.03.2011              | 15.04.2012       | 24  | Ale ja mam paragon                         | But I Have a Receipt                    |
|                         |                  |     |                                            |                                         |
| 28.03.2011              | 21.04.2012       | 25  | To moja piosenka                           | This Is My Jam                          |
|                         |                  |     |                                            |                                         |
| 04.04.2011              | 21.04.2012       | 26  | Atletowa                                   | Muscle Woman                            |
|                         |                  |     |                                            |                                         |
| 11.04.2011              | 22.04.2012       | 27  | Zastępca                                   | Temp Check                              |
|                         |                  |     |                                            |                                         |
| 18.04.2011              | 22.04.2012       | 28  | Dynks                                      | Jinx                                    |
|                         |                  |     |                                            |                                         |
| 25.04.2011              | 05.05.2012       | 29  | To na razie                                | See You There                           |
|                         |                  |     |                                            |                                         |
| 02.05.2011              | 12.05.2012       | 30  | Zrób coś dla mnie                          | Do Me a Solid                           |
|                         |                  |     |                                            |                                         |
| 09.05.2011              | 29.04.2012       | 31  | Grobowe atrakcje                           | Grave Sights                            |
|                         |                  |     |                                            |                                         |
| 16.05.2011              | 29.04.2012       | 32  | Prawdziwie prawdziwe zapasy                | Really Real Wrestling                   |
|                         |                  |     |                                            |                                         |
| 23.05.2011              | 28.04.2012       | 33  | Przegięcie                                 | Over the Top                            |
|                         |                  |     |                                            |                                         |
| 30.05.2011              | 28.04.2012       | 34  | Nocna Sowa                                 | The Night Owl                           |
|                         |                  |     |                                            |                                         |
| 06.06.2011              | 06.05.2012       | 35  | Stadko kaczuszek                           | A Bunch of Baby Ducks                   |
|                         |                  |     |                                            |                                         |
| 13.06.2011              | 06.05.2012       | 36  | Bardziej mądrzejszy                        | More Smarter                            |
|                         |                  |     |                                            |                                         |
| 11.07.2011              | 19.05.2012       | 37  | Pierwszy dzień                             | First Day                               |
|                         |                  |     |                                            |                                         |
| 18.07.2011              | 19.05.2012       | 38  | Sława w sieci                              | Go Viral                                |
|                         |                  |     |                                            |                                         |
| 25.07.2011              | 20.05.2012       | 39  | Zaskunksiony                               | Skunked                                 |
|                         |                  |     |                                            |                                         |
| 01.08.2011              | 13.05.2012       | 40  | Film z karaoke                             | Karaoke Video                           |
|                         |                  |     |                                            |                                         |
| Seria trzecia           |                  |     |                                            |                                         |
|                         |                  |     |                                            |                                         |
| 19.09.2011              | 23.08.2012       | 41  | Mini hokej                                 | Stick Hockey                            |
|                         |                  |     |                                            |                                         |
| 26.09.2011              | 23.08.2012       | 42  | Blondyn z zakładu                          | Bet to Be Blonde                        |
|                         |                  |     |                                            |                                         |
| 03.10.2011              | 26.08.2012       | 43  | Strajk Hopa                                | Skips Strikes                           |
|                         |                  |     |                                            |                                         |
| 10.10.2011              | 31.10.2014       | 44  | Przerażające opowieści z parku             | Terror Tales of the Park                |
| 10.10.2011              | 31.10.2014       | 45  | Przerażające opowieści z parku             | Terror Tales of the Park                |
|                         |                  |     |                                            |                                         |
| 17.10.2011              | 26.08.2012       | 46  | Uroki biwakowania                          | Camping Can Be Cool                     |
|                         |                  |     |                                            |                                         |
| 24.10.2011              | 06.09.2012       | 47  | Wsad                                       | Slam Dunk                               |
|                         |                  |     |                                            |                                         |
| 07.11.2011              | 06.09.2012       | 48  | Czadowe rowery                             | Cool Bikes                              |
|                         |                  |     |                                            |                                         |
| 14.11.2011              | 13.09.2012       | 49  | Domowy regulamin                           | House Rules                             |
|                         |                  |     |                                            |                                         |
| 21.11.2011              | 13.09.2012       | 50  | Dawaj rapu                                 | Rap It Up                               |
|                         |                  |     |                                            |                                         |
| 28.11.2011              | 20.09.2012       | 51  | Podryw                                     | Cruisin’                                |
|                         |                  |     |                                            |                                         |
| 12.12.2011              | 20.09.2012       | 52  | Pod kapturem                               | Under the Hood                          |
|                         |                  |     |                                            |                                         |
| 16.01.2012              | 27.09.2012       | 53  | Weekend u Bensona                          | Weekend at Benson’s                     |
|                         |                  |     |                                            |                                         |
| 23.01.2012              | 27.09.2012       | 54  | Ciastko z wróżbą                           | Fortune Cookie                          |
|                         |                  |     |                                            |                                         |
| 30.01.2012              | 04.10.2012       | 55  | Myśl pozytywnie                            | Think Positive                          |
|                         |                  |     |                                            |                                         |
| 06.02.2012              | 04.10.2012       | 56  | Hop kontra technologia                     | Skips vs. Technology                    |
|                         |                  |     |                                            |                                         |
| 13.02.2012              | 06.12.2012       | 57  | Połączenie pośladkowe                      | Butt Dial                               |
|                         |                  |     |                                            |                                         |
| 27.02.2012              | 11.10.2012       | 58  | Jajcarz                                    | Eggscellent                             |
|                         |                  |     |                                            |                                         |
| 05.03.2012              | 11.10.2012       | 59  | Brzuchowy model                            | Gut Model                               |
|                         |                  |     |                                            |                                         |
| 26.03.2012              | 14.10.2012       | 60  | Czarodzieje gier wideo                     | Video Game Wizards                      |
|                         |                  |     |                                            |                                         |
| 02.04.2012              | 03.12.2012       | 61  | Wielki zwycięzca                           | Big Winner                              |
|                         |                  |     |                                            |                                         |
| 09.04.2012              | 14.10.2012       | 62  | Najlepszy hamburger na świecie             | The Best Burger in the World            |
|                         |                  |     |                                            |                                         |
| 16.04.2012              | 06.12.2012       | 63  | Zwolnieni                                  | Replaced                                |
|                         |                  |     |                                            |                                         |
| 23.04.2012              | 13.12.2012       | 64  | Śmieć Łódka                                | Trash Boat                              |
|                         |                  |     |                                            |                                         |
| 30.04.2012              | 13.12.2012       | 65  | Pięści Sprawiedliwości                     | Fists of Justice                        |
|                         |                  |     |                                            |                                         |
| 07.05.2012              | 20.12.2012       | 66  | Tak, koleś, tak                            | Yes Dude Yes                            |
|                         |                  |     |                                            |                                         |
| 14.05.2012              | 20.12.2012       | 67  | Na zbity wózek                             | Busted Cart                             |
|                         |                  |     |                                            |                                         |
| 28.05.2012              | 27.12.2012       | 68  | Śmierć o ósmej                             | Dead at Eight                           |
|                         |                  |     |                                            |                                         |
| 04.06.2012              | 10.01.2013       | 69  | Zakaz wstępu                               | Access Denied                           |
|                         |                  |     |                                            |                                         |
| 11.06.2012              | 27.12.2012       | 70  | Atleta szkoleniowiec                       | Muscle Mentor                           |
|                         |                  |     |                                            |                                         |
| 18.06.2012              | 03.01.2013       | 71  | Tirowy Dwór Sławy                          | Trucker Hall of Fame                    |
|                         |                  |     |                                            |                                         |
| 25.06.2012              | 10.01.2013       | 72  | Do kasacji                                 | Out of Commission                       |
|                         |                  |     |                                            |                                         |
| 16.07.2012              | 17.01.2013       | 73  | Elegancka restauracja                      | Fancy Restaurant                        |
|                         |                  |     |                                            |                                         |
| 23.07.2012              | 17.01.2013       | 74  | Pamiętnik                                  | Diary                                   |
|                         |                  |     |                                            |                                         |
| 30.07.2012              | 31.01.2013       | 75  | Najlepszy VHS w historii                   | The Best VHS in the World               |
|                         |                  |     |                                            |                                         |
| 06.08.2012              | 24.01.2013       | 76  | Bez jaj                                    | Prankless                               |
|                         |                  |     |                                            |                                         |
| 13.08.2012              | 24.01.2013       | 77  | Śmierćdźwiedź                              | Death Bear                              |
|                         |                  |     |                                            |                                         |
| 20.08.2012              | 31.01.2013       | 78  | Pluszowe kostki                            | Fuzzy Dice                              |
|                         |                  |     |                                            |                                         |
| 27.08.2012              | 07.02.2013       | 79  | Cukrowy kop                                | Sugar Rush                              |
|                         |                  |     |                                            |                                         |
| 03.09.2012              | 07.02.2013       | 80  | Nieświeży pocałunek                        | Bad Kiss                                |
|                         |                  |     |                                            |                                         |
| SERIA CZWARTA           |                  |     |                                            |                                         |
|                         |                  |     |                                            |                                         |
| 01.10.2012              | 07.06.2013       | 81  | Zjazd 9B                                   | Exit 9B                                 |
| 01.10.2012              | 07.06.2013       | 82  | Zjazd 9B                                   | Exit 9B                                 |
|                         |                  |     |                                            |                                         |
| 08.10.2012              | 20.08.2013       | 83  | Żółtodziób                                 | Starter Pack                            |
|                         |                  |     |                                            |                                         |
| 15.10.2012              | 31.10.2014       | 84  | Przerażające opowieści z parku II          | Terror Tales of the Park II             |
| 15.10.2012              | 31.10.2014       | 85  | Przerażające opowieści z parku II          | Terror Tales of the Park II             |
|                         |                  |     |                                            |                                         |
| 22.10.2012              | 14.06.2013       | 86  | Konkurs placków                            | Pie Contest                             |
|                         |                  |     |                                            |                                         |
| 29.10.2012              | 14.06.2013       | 87  | 150-elementowy zestaw                      | 150 Piece Kit                           |
|                         |                  |     |                                            |                                         |
| 12.11.2012              | 26.07.2013       | 88  | Łysina                                     | Bald Spot                               |
|                         |                  |     |                                            |                                         |
| 19.11.2012              | 21.06.2013       | 89  | Noc kolesi                                 | Guy’s Night                             |
|                         |                  |     |                                            |                                         |
| 26.11.2012              | 21.06.2013       | 90  | Jedno podciągnięcie                        | One Pull Up                             |
|                         |                  |     |                                            |                                         |
| 03.12.2012              | 23.12.2013       | 91  | Odcinek Gwiazdkowy                         | The Christmas Special                   |
| 03.12.2012              | 23.12.2013       | 92  | Odcinek Gwiazdkowy                         | The Christmas Special                   |
|                         |                  |     |                                            |                                         |
| 07.01.2013              | 28.06.2013       | 93  | Wtorkowa impreza                           | T.G.I. Tuesday                          |
|                         |                  |     |                                            |                                         |
| 14.01.2013              | 28.06.2013       | 94  | Fajerwerkowa jazda                         | Firework Run                            |
|                         |                  |     |                                            |                                         |
| 21.01.2013              | 05.07.2013       | 95  | Najdłuższy weekend                         | The Longest Weekend                     |
|                         |                  |     |                                            |                                         |
| 28.01.2013              | 12.07.2013       | 96  | Kanapka śmierci                            | Sandwich of Death                       |
|                         |                  |     |                                            |                                         |
| 04.02.2013              | 12.07.2013       | 97  | Ace Balthazar żyje                         | Ace Balthazar Lives                     |
|                         |                  |     |                                            |                                         |
| 11.02.2013              | 19.07.2013       | 98  | Całus albo pielucha                        | Do or Diaper                            |
|                         |                  |     |                                            |                                         |
| 18.02.2013              | 19.07.2013       | 99  | Kłop                                       | Quips                                   |
|                         |                  |     |                                            |                                         |
| 25.02.2013              | 02.11.2013       | 100 | Jaskiniowiec                               | Caveman                                 |
|                         |                  |     |                                            |                                         |
| 04.03.2013              | 02.11.2013       | 101 | To mój telewizor                           | That’s My Television                    |
|                         |                  |     |                                            |                                         |
| 25.03.2013              | 05.07.2013       | 102 | Stado wyrośniętych gęsi                    | A Bunch of Full Grown Geese             |
|                         |                  |     |                                            |                                         |
| 01.04.2013              | 24.11.2013       | 103 | Wyroluj dwa razy                           | Fool Me Twice                           |
|                         |                  |     |                                            |                                         |
| 08.03.2013              | 03.11.2013       | 104 | Lunch w limuzynie                          | Limousine Lunchtime                     |
|                         |                  |     |                                            |                                         |
| 15.03.2013              | 03.11.2013       | 105 | Jazda po Małgosię                          | Picking Up Margaret                     |
|                         |                  |     |                                            |                                         |
| 22.03.2013              | 09.11.2013       | 106 | Radio Czadzior                             | K.I.L.I.T. Radio                        |
|                         |                  |     |                                            |                                         |
| 06.05.2013              | 09.11.2013       | 107 | Carter i Briggs                            | Carter and Briggs                       |
|                         |                  |     |                                            |                                         |
| 13.05.2013              | 10.11.2013       | 108 | Stres Hopa                                 | Skips’ Stress                           |
|                         |                  |     |                                            |                                         |
| 20.05.2013              | 10.11.2013       | 109 | Mróz do sześcianu                          | Cool Cubed                              |
|                         |                  |     |                                            |                                         |
| 27.05.2013              | 16.11.2013       | 110 | Na przyczepkę                              | Trailer Trashed                         |
|                         |                  |     |                                            |                                         |
| 10.06.2013              | 16.11.2013       | 111 | Meteorowe kroki                            | Meteor Moves                            |
|                         |                  |     |                                            |                                         |
| 17.06.2013              | 23.11.2013       | 112 | Rodzinny grill                             | Family BBQ                              |
|                         |                  |     |                                            |                                         |
| 24.06.2013              | 17.11.2013       | 113 | Ostatni odtwarzacz płyt LD                 | The Last LaserDisc Player               |
|                         |                  |     |                                            |                                         |
| 01.07.2013              | 17.11.2013       | 114 | Elitarny klub                              | Country Club                            |
|                         |                  |     |                                            |                                         |
| 15.07.2013              | 30.11.2013       | 115 | Ślepe zaufanie                             | Blind Trust                             |
|                         |                  |     |                                            |                                         |
| 15.07.2013              | 23.11.2013       | 116 | Najlepszy szef na świecie                  | World’s Best Boss                       |
|                         |                  |     |                                            |                                         |
| 22.07.2013              | 24.11.2013       | 117 | Ostatni posiłek                            | Last Meal                               |
|                         |                  |     |                                            |                                         |
| 29.07.2013              | 01.12.2013       | 118 | Bokser lunatyk                             | Sleep Fighter                           |
|                         |                  |     |                                            |                                         |
| 05.08.2013              | 01.12.2013       | 119 | Impra na bis                               | Party Re-Pete                           |
|                         |                  |     |                                            |                                         |
| 12.08.2013              | 30.11.2013       | 120 | Klastek Amadeusz                           | Steak Me Amadeus                        |
|                         |                  |     |                                            |                                         |
| SERIA PIĄTA             |                  |     |                                            |                                         |
|                         |                  |     |                                            |                                         |
| 02.09.2013              | 07.04.2014       | 121 | Pralniowe żale                             | Laundry Woes                            |
|                         |                  |     |                                            |                                         |
| 02.09.2013              | 15.04.2014       | 122 | Srebrny koleś                              | Silver Dude                             |
|                         |                  |     |                                            |                                         |
| 09.09.2013              | 08.04.2014       | 123 | Auto Bensona                               | Benson’s Car                            |
|                         |                  |     |                                            |                                         |
| 16.09.2013              | 09.04.2014       | 124 | Wszystko Mięsne Burritos                   | Every Meat Burritos                     |
|                         |                  |     |                                            |                                         |
| 23.09.2013              | 14.04.2014       | 125 | Ścianokumpel                               | Wall Buddy                              |
|                         |                  |     |                                            |                                         |
| 30.09.2013              | 16.04.2014       | 126 | Hopsanie w czasie                          | A Skips in Time                         |
|                         |                  |     |                                            |                                         |
| 14.10.2013              | 21.04.2014       | 127 | Szkoła przetrwania                         | Survival Skills                         |
|                         |                  |     |                                            |                                         |
| 21.10.2013              | 31.10.2014       | 128 | Przerażające opowieści z parku III         | Terror Tales of the Park III            |
| 21.10.2013              | 31.10.2014       | 129 | Przerażające opowieści z parku III         | Terror Tales of the Park III            |
|                         |                  |     |                                            |                                         |
| 04.11.2013              | 18.04.2014       | 130 | Stodnie                                    | Tants                                   |
|                         |                  |     |                                            |                                         |
| 11.11.2013              | 22.04.2014       | 131 | O tablicę                                  | Bank Shot                               |
|                         |                  |     |                                            |                                         |
| 18.11.2013              | 23.04.2014       | 132 | Wieża Mocy                                 | Power Tower                             |
|                         |                  |     |                                            |                                         |
| 25.11.2013              | 10.04.2014       | 133 | Święto Dziękczynienia                      | The Thanksgiving Special                |
| 25.11.2013              | 10.04.2014       | 134 | Święto Dziękczynienia                      | The Thanksgiving Special                |
|                         |                  |     |                                            |                                         |
| 02.12.2013              | 24.04.2014       | 135 | Serce kaskadera                            | The Heart of a Stuntman                 |
|                         |                  |     |                                            |                                         |
| 31.12.2013              | 11.04.2014       | 136 | Noworoczny pocałunek                       | New Year’s Kiss                         |
|                         |                  |     |                                            |                                         |
| 13.01.2014              | 17.04.2014       | 137 | Unik                                       | Dodge This                              |
|                         |                  |     |                                            |                                         |
| 27.01.2014              | 25.04.2014       | 138 | Toi Toi                                    | Portable Toilet                         |
|                         |                  |     |                                            |                                         |
| 10.02.2014              | 02.12.2014       | 139 | Pocztówka                                  | The Postcard                            |
|                         |                  |     |                                            |                                         |
| 24.02.2014              | 28.04.2014       | 140 | Rigby w powietrzu z Burrito                | Rigby in the Sky with Burrito           |
|                         |                  |     |                                            |                                         |
| 03.03.2014              | 29.04.2014       | 141 | Podróż na dno mega dołu                    | Journey to the Bottom of the Crash Pit  |
|                         |                  |     |                                            |                                         |
| 10.03.2014              | 03.12.2014       | 142 | Oszczędność czasu                          | Saving Time                             |
|                         |                  |     |                                            |                                         |
| 17.03.2014              | 01.12.2014       | 143 | Gitara Rocka                               | Guitar of Rock                          |
|                         |                  |     |                                            |                                         |
| 14.04.2014              | 04.12.2014       | 144 | Historia Hopa                              | Skips’ Story                            |
| 14.04.2014              | 04.12.2014       | 145 | Historia Hopa                              | Skips’ Story                            |
|                         |                  |     |                                            |                                         |
| 21.04.2014              | 01.12.2014       | 146 | Powrót kapeli Mordecai and the Rigbys      | Return of Mordecai and the Rigbys       |
|                         |                  |     |                                            |                                         |
| 28.04.2014              | 02.12.2014       | 147 | Kiepski portret                            | Bad Portrait                            |
|                         |                  |     |                                            |                                         |
| 05.05.2014              | 03.12.2014       | 148 | Podstawy filmowania                        | Video 101                               |
|                         |                  |     |                                            |                                         |
| 12.05.2014              | 05.12.2014       | 149 | Lubię Cię, hej!                            | I Like You Hi                           |
|                         |                  |     |                                            |                                         |
| 05.06.2014              | 05.12.2014       | 150 | Niańkorandka                               | Play Date                               |
|                         |                  |     |                                            |                                         |
| 12.06.2014              | 08.12.2014       | 151 | Ekspert czy kłamca                         | Expert or Liar                          |
|                         |                  |     |                                            |                                         |
| 19.06.2014              | 11.12.2014       | 152 | Łapanie fali                               | Catching the Wave                       |
|                         |                  |     |                                            |                                         |
| 26.06.2014              | 08.12.2014       | 153 | Złoty zegarek                              | Gold Watch                              |
|                         |                  |     |                                            |                                         |
| 03.07.2014              | 09.12.2014       | 154 | Malowanie                                  | Paint Job                               |
|                         |                  |     |                                            |                                         |
| 10.07.2014              | 09.12.2014       | 155 | Akcja tort                                 | Take the Cake                           |
|                         |                  |     |                                            |                                         |
| 17.07.2014              | 10.12.2014       | 156 | Hop wraca do gry                           | Skips in the Saddle                     |
|                         |                  |     |                                            |                                         |
| 24.07.2014              | 10.12.2014       | 157 | Thomas się broni                           | Thomas Fights Back                      |
|                         |                  |     |                                            |                                         |
| 31.07.2014              | 12.12.2014       | 158 | Wieczór kawalerski! Zingo!!                | Bachelor Party! Zingo!!                 |
|                         |                  |     |                                            |                                         |
| 07.08.2014              | 12.12.2014       | 159 | Kłopot z namiotem                          | Tent Trouble                            |
|                         |                  |     |                                            |                                         |
| 14.08.2014              | 11.12.2014       | 160 | Prawdziwa randka                           | Real Date                               |
|                         |                  |     |                                            |                                         |
| SERIA SZÓSTA            |                  |     |                                            |                                         |
|                         |                  |     |                                            |                                         |
| 09.10.2014              | 27.04.2015       | 161 | Granie i luzowanie                         | Maxin’ and Relaxin’                     |
|                         |                  |     |                                            |                                         |
| 16.10.2014              | 28.04.2015       | 162 | Nowy koleś na kampusie                     | New Bro on Campus                       |
|                         |                  |     |                                            |                                         |
| 23.10.2014              | 29.04.2015       | 163 | Problemy z tatą                            | Daddy Issues                            |
|                         |                  |     |                                            |                                         |
| 29.10.2014              | 31.10.2015       | 164 | Przerażające opowieści z parku IV          | Terror Tales of the Park IV             |
| 29.10.2014              | 31.10.2015       | 165 | Przerażające opowieści z parku IV          | Terror Tales of the Park IV             |
|                         |                  |     |                                            |                                         |
| 30.10.2014              | 01.05.2015       | 166 | Koniec Atlety                              | The End of Muscle Man                   |
|                         |                  |     |                                            |                                         |
| 06.11.2014              | 30.04.2015       | 167 | Odnoś plecami                              | Lift with Your Back                     |
|                         |                  |     |                                            |                                         |
| 13.11.2014              | 07.05.2015       | 168 | Plazma Ilenki                              | Eileen Flat Screen                      |
|                         |                  |     |                                            |                                         |
| 20.11.2014              | 05.05.2015       | 169 | Prawdziwy Thomas                           | The Real Thomas: An Intern Special      |
| 20.11.2014              | 05.05.2015       | 170 | Prawdziwy Thomas                           | The Real Thomas: An Intern Special      |
|                         |                  |     |                                            |                                         |
| 04.12.2014              | 04.05.2015       | 171 | Wieczór prezentów Białego Słonia           | The White Elephant Gift Exchange        |
|                         |                  |     |                                            |                                         |
| 04.12.2014              | 08.05.2015       | 172 | Wesołych świat, Mordechaj!                 | Merry Christmas Mordecai                |
|                         |                  |     |                                            |                                         |
| 08.01.2015              | 12.05.2015       | 173 | Smutny Sax                                 | Sad Sax                                 |
|                         |                  |     |                                            |                                         |
| 15.01.2015              | 06.05.2015       | 174 | Lunch szefów parku                         | Park Managers’ Lunch                    |
|                         |                  |     |                                            |                                         |
| 22.01.2015              | 11.05.2015       | 175 | Mordechaj i Rigby w Australii              | Mordecai and Rigby Down Under           |
|                         |                  |     |                                            |                                         |
| 29.01.2015              | 13.05.2015       | 176 | Spłukane małżeństwo                        | Married and Broke                       |
|                         |                  |     |                                            |                                         |
| 05.02.2015              | 26.12.2015       | 177 | Widzę żółwie                               | I See Turtles                           |
|                         |                  |     |                                            |                                         |
| 12.02.2015              | 27.12.2015       | 178 | Wojny formatów 2                           | Format Wars II                          |
|                         |                  |     |                                            |                                         |
| 19.02.2015              | 26.12.2015       | 179 | Konkurs na piosenkę urodzinową             | Happy Birthday Song Contest             |
|                         |                  |     |                                            |                                         |
| 26.02.2015              | 11.06.2024       | 180 | Garnitur Bensona                           | Benson’s Suit                           |
|                         |                  |     |                                            |                                         |
| 05.03.2015              | 27.12.2015       | 181 | Gracz nigdy nie umiera                     | Gamers Never Say Die                    |
|                         |                  |     |                                            |                                         |
| 12.03.2015              | 02.01.2016       | 182 | Świętowanie tysięcznego lotu Helika        | 1000th Chopper Flight Party             |
|                         |                  |     |                                            |                                         |
| 19.03.2015              | 02.01.2016       | 183 | Impra-Koń                                  | Party Horse                             |
|                         |                  |     |                                            |                                         |
| 26.03.2015              | 03.01.2016       | 184 | Faceci w uniformach                        | Men in Uniform                          |
|                         |                  |     |                                            |                                         |
| 02.04.2015              | 06.02.2016       | 185 | Drzwi do garażu                            | Garage Door                             |
|                         |                  |     |                                            |                                         |
| 09.04.2015              | 16.01.2016       | 186 | Cudowny wiek kaczego kryzysu               | Brilliant Century Duck Crisis Special   |
| 09.04.2015              | 16.01.2016       | 187 | Cudowny wiek kaczego kryzysu               | Brilliant Century Duck Crisis Special   |
|                         |                  |     |                                            |                                         |
| 22.06.2015              | 03.01.2016       | 188 | Nieudana podwójna randka                   | Not Great Double Date                   |
|                         |                  |     |                                            |                                         |
| 23.06.2015              | 10.01.2016       | 189 | Śmierć Kwon-Do-stawa                       | Death Kwon Do-Livery                    |
|                         |                  |     |                                            |                                         |
| 24.06.2015              | 10.01.2016       | 190 | Przerwa na lunch                           | Lunch Break                             |
|                         |                  |     |                                            |                                         |
| 25.06.2015              | 30.01.2016       | 191 | Rzucona przed ołtarzem                     | Dumped at the Altar                     |
|                         |                  |     |                                            |                                         |
| SERIA SIÓDMA            |                  |     |                                            |                                         |
|                         |                  |     |                                            |                                         |
| 26.06.2015              | 04.07.2016       | 192 | Koszogród USA                              | Dumptown U.S.A.                         |
|                         |                  |     |                                            |                                         |
| 13.08.2015              | 05.07.2016       | 193 | Parkoskary                                 | The Parkie Awards                       |
|                         |                  |     |                                            |                                         |
| 13.08.2015              | 06.07.2016       | 194 | Klub lunchowy                              | The Lunch Club                          |
|                         |                  |     |                                            |                                         |
| 20.08.2015              | 08.07.2016       | 195 | Legendy lokalnych wiadomości               | Local News Legend                       |
|                         |                  |     |                                            |                                         |
| 27.08.2015              | 07.07.2016       | 196 | Eksperyment pod kopułą – odcinek specjalny | The Dome Experiment Special             |
| 27.08.2015              | 07.07.2016       | 197 | Eksperyment pod kopułą – odcinek specjalny | The Dome Experiment Special             |
|                         |                  |     |                                            |                                         |
| 03.09.2015              | 11.07.2016       | 198 | Prezent urodzinowy                         | Birthday Gift                           |
|                         |                  |     |                                            |                                         |
| 10.09.2015              | 29.07.2016       | 199 | Kocie filmiki                              | Cat Videos                              |
|                         |                  |     |                                            |                                         |
| 17.09.2015              | 13.07.2016       | 200 | Porażeni piorunem                          | Struck by Lightning                     |
|                         |                  |     |                                            |                                         |
| 29.10.2015              | 31.10.2016       | 201 | Przerażające opowieści z parku V           | Terror Tales of the Park V              |
| 29.10.2015              | 31.10.2016       | 202 | Przerażające opowieści z parku V           | Terror Tales of the Park V              |
|                         |                  |     |                                            |                                         |
| 09.11.2015              | 14.07.2016       | 203 | Powrót Impra-Konia                         | The Return of Party Horse               |
|                         |                  |     |                                            |                                         |
| 10.11.2015              | 15.07.2016       | 204 | Rytm spania                                | Sleep Cycle                             |
|                         |                  |     |                                            |                                         |
| 11.11.2015              | 18.07.2016       | 205 | Tylko kumple                               | Just Friends                            |
|                         |                  |     |                                            |                                         |
| 12.11.2015              | 19.07.2016       | 206 | Świnka Bensona                             | Benson’s Pig                            |
|                         |                  |     |                                            |                                         |
| 13.11.2015              | 21.07.2016       | 207 | Dzień dobry, Chiny                         | Hello China                             |
|                         |                  |     |                                            |                                         |
| 30.11.2015              | 20.07.2016       | 208 | Ilenkowy plan                              | The Eileen Plan                         |
|                         |                  |     |                                            |                                         |
| 01.12.2015              | 25.07.2016       | 209 | Pogięty plan zmyły                         | Crazy Fake Plan                         |
|                         |                  |     |                                            |                                         |
| 02.12.2015              | 26.07.2016       | 210 | Wygraj nagrodę                             | Win That Prize                          |
|                         |                  |     |                                            |                                         |
| 03.12.2015              | 22.07.2016       | 211 | Sanko-oponki                               | Snow Tubing                             |
|                         |                  |     |                                            |                                         |
| 05.03.2016              | 26.09.2016       | 212 | Konkurs chili                              | Chili Cook Off                          |
|                         |                  |     |                                            |                                         |
| 12.03.2016              | 26.09.2016       | 213 | Wakacje w fabryce ciasteczek               | Donut Factory Holiday                   |
|                         |                  |     |                                            |                                         |
| 19.03.2016              | 27.09.2016       | 214 | Trener Jabłoński                           | Gymblonski                              |
|                         |                  |     |                                            |                                         |
| 26.03.2016              | 27.09.2016       | 215 | Noc kolesi 2                               | Guys Night 2                            |
|                         |                  |     |                                            |                                         |
| 02.04.2016              | 28.09.2016       | 216 | Syntezator Gary’ego                        | Gary’s Synthesizer                      |
|                         |                  |     |                                            |                                         |
| 09.04.2016              | 29.09.2016       | 217 | Król wysypiska                             | California King                         |
|                         |                  |     |                                            |                                         |
| 16.04.2016              | 29.09.2016       | 218 | Kumple z boksu                             | Cube Bros                               |
|                         |                  |     |                                            |                                         |
| 23.04.2016              | 30.09.2016       | 219 | Paczka Maellarda                           | Maellard’s Package                      |
|                         |                  |     |                                            |                                         |
| 05.05.2016              | 28.09.2016       | 220 | Rigby idzie na studniówkę                  | Rigby Goes to the Prom                  |
|                         |                  |     |                                            |                                         |
| 12.05.2016              | 30.09.2016       | 221 | Przycisk                                   | The Button                              |
|                         |                  |     |                                            |                                         |
| 19.05.2016              | 03.10.2016       | 222 | Ulubiona koszula                           | Favorite Shirt                          |
|                         |                  |     |                                            |                                         |
| 26.05.2016              | 03.10.2016       | 223 | Czarownik Marvolo                          | Marvolo the Wizard                      |
|                         |                  |     |                                            |                                         |
| 02.06.2016              | 04.10.2016       | 224 | Ulubiona planeta Papcia                    | Pops’ Favorite Planet                   |
|                         |                  |     |                                            |                                         |
| 02.06.2016              | 04.10.2016       | 225 | Mam Pam                                    | Pam I Am                                |
|                         |                  |     |                                            |                                         |
| 09.06.2016              | 06.10.2016       | 226 | Areszt domowy                              | Lame Lockdown                           |
|                         |                  |     |                                            |                                         |
| 16.06.2016              | 06.10.2016       | 227 | Tylko dla VIP-ów                           | VIP Members Only                        |
|                         |                  |     |                                            |                                         |
| 23.06.2016              | 07.10.2016       | 228 | Kluczyki                                   | Deez Keys                               |
|                         |                  |     |                                            |                                         |
| 30.06.2016              | 05.10.2016       | 229 | Odcinek specjalny                          | Rigby’s Graduation Day Special          |
| 30.06.2016              | 05.10.2016       | 230 | Odcinek specjalny                          | Rigby’s Graduation Day Special          |
|                         |                  |     |                                            |                                         |
| SERIA ÓSMA              |                  |     |                                            |                                         |
|                         |                  |     |                                            |                                         |
| 26.09.2016              | 13.03.2017       | 231 | Kosmiczny dzień po dniu                    | One Space Day at a Time                 |
|                         |                  |     |                                            |                                         |
| 26.09.2016              | 14.03.2017       | 232 | Super kumploboty                           | Cool Bro Bots                           |
|                         |                  |     |                                            |                                         |
| 27.09.2016              | 15.03.2017       | 233 | Witamy w kosmosie                          | Welcome to Space                        |
|                         |                  |     |                                            |                                         |
| 27.09.2016              | 16.03.2017       | 234 | Kosmozłote                                 | Space Creds                             |
|                         |                  |     |                                            |                                         |
| 28.09.2016              | 20.03.2017       | 235 | Rzeczy znalezione                          | Lost and Found                          |
|                         |                  |     |                                            |                                         |
| 29.09.2016              | 21.03.2017       | 236 | Ohydne zadki                               | Ugly Moons                              |
|                         |                  |     |                                            |                                         |
| 30.09.2016              | 22.03.2017       | 237 | Senny wojownik                             | The Dream Warrior                       |
|                         |                  |     |                                            |                                         |
| 03.10.2016              | 17.03.2017       | 238 | Mózg złych mocy                            | The Brain of Evil                       |
|                         |                  |     |                                            |                                         |
| 04.10.2016              | 23.03.2017       | 239 | Frytkowy wieczór                           | Fries Night                             |
|                         |                  |     |                                            |                                         |
| 05.10.2016              | 24.03.2017       | 240 | Spacey McDrzewko                           | Spacey McSpaceTree                      |
|                         |                  |     |                                            |                                         |
| 06.10.2016              | 27.03.2017       | 241 | Nadstawiaj uszu                            | Can You Ear Me Now?                     |
|                         |                  |     |                                            |                                         |
| 07.10.2016              | 28.03.2017       | 242 | Uwięzieni w windzie                        | Stuck in an Elevator                    |
|                         |                  |     |                                            |                                         |
| 10.10.2016              | 29.03.2017       | 243 | Kosmiczny wyścig                           | The Space Race                          |
|                         |                  |     |                                            |                                         |
| 11.10.2016              | 17.07.2017       | 244 | Operacja: Zatkać uszy                      | Operation: Hear No Evil                 |
|                         |                  |     |                                            |                                         |
| 12.10.2016              | 18.07.2017       | 245 | Kosmiczna ucieczka                         | Space Escape                            |
|                         |                  |     |                                            |                                         |
| 13.10.2016              | 19.07.2017       | 246 | Nowe łóżka                                 | New Beds                                |
|                         |                  |     |                                            |                                         |
| 14.10.2016              | 20.07.2017       | 247 | Mordeby i Rigbecai                         | Mordeby and Rigbecai                    |
|                         |                  |     |                                            |                                         |
| 20.10.2016              | 24.07.2017       | 248 | Kopuła Alfa                                | Alpha Dome                              |
|                         |                  |     |                                            |                                         |
| 27.10.2016              | 31.10.2017       | 249 | Przerażające opowieści z parku VI          | Terror Tales of the Park VI             |
| 27.10.2016              | 31.10.2017       | 250 | Przerażające opowieści z parku VI          | Terror Tales of the Park VI             |
|                         |                  |     |                                            |                                         |
| 03.11.2016              | 26.07.2017       | 251 | Lodowa taśma                               | The Ice Tape                            |
|                         |                  |     |                                            |                                         |
| 10.11.2016              | 27.07.2017       | 252 | Klucz do wszechświata                      | The Key to the Universe                 |
|                         |                  |     |                                            |                                         |
| 17.11.2016              | 31.07.2017       | 253 | Praca popłaca                              | No Train No Gain                        |
|                         |                  |     |                                            |                                         |
| 01.12.2016              | 25.07.2017       | 254 | Święta w kosmosie                          | Christmas in Space                      |
| 01.12.2016              | 25.07.2017       | 255 | Święta w kosmosie                          | Christmas in Space                      |
|                         |                  |     |                                            |                                         |
| 14.01.2017              | 01.08.2017       | 256 | Zniszcz ich uprzejmością                   | Kill ’Em with Kindness                  |
|                         |                  |     |                                            |                                         |
| 14.01.2017              | 02.08.2017       | 257 | Spotkanie z Wyrocznią                      | Meet the Seer                           |
|                         |                  |     |                                            |                                         |
| 16.01.2017              | 03.08.2017       | 258 | Rozchmurz się Papciu                       | Cheer Up Pops                           |
|                         |                  |     |                                            |                                         |
| 16.01.2017              | 07.08.2017       | 259 | Zwyczajna epicka walka finałowa            | A Regular Epic Final Battle             |
| 16.01.2017              | 08.08.2017       | 260 | Zwyczajna epicka walka finałowa            | A Regular Epic Final Battle             |
| 16.01.2017              | 08.08.2017       | 261 | Zwyczajna epicka walka finałowa            | A Regular Epic Final Battle             |
|                         |                  |     |                                            |                                         |
| ODCINKI KRÓTKOMETRAŻOWE |                  |     |                                            |                                         |
|                         |                  |     |                                            |                                         |
| 15.04.2011              |                  | S1  |                                            | Mordecai and Rigby: Ringtoneers         |
|                         |                  |     |                                            |                                         |
| 06.07.2015              | 10.07.2016       | S2  | USA! USA!                                  | USA! USA!                               |
|                         |                  |     |                                            |                                         |
| 01.09.2015              | 02.07.2016       | S3  | Zabawobieg                                 | Fun Run                                 |
|                         |                  |     |                                            |                                         |
| 01.10.2015              | 17.07.2016       | S4  | Ooo!                                       | OOOHH!!!                                |
|                         |                  |     |                                            |                                         |
| 08.10.2015              | 24.07.2016       | S5  | Przerwa                                    | Break Time                              |
|                         |                  |     |                                            |                                         |
| 26.03.2016              |                  | S6  |                                            | Ninja Shoes                             |
|                         |                  |     |                                            |                                         |
| 02.04.2016              |                  | S7  |                                            | Coming Soon                             |
|                         |                  |     |                                            |                                         |
| 09.04.2016              |                  | S8  |                                            | Sick Day                                |
|                         |                  |     |                                            |                                         |
| 16.04.2016              |                  | S9  |                                            | Pizza Pouch Drop                        |
|                         |                  |     |                                            |                                         |
| 23.04.2016              |                  | S10 |                                            | The 1973 Tetherball Championship Trophy |
|                         |                  |     |                                            |                                         |
| 23.09.2016              |                  | S11 |                                            | 2001: A Nap Odyssey                     |
|                         |                  |     |                                            |                                         |
| 19.12.2016              |                  | S12 |                                            | Time Loop                               |
|                         |                  |     |                                            |                                         |
| 23.12.2016              |                  | S13 |                                            | Synth Buttons                           |
|                         |                  |     |                                            |                                         |
| 26.12.2016              |                  | S14 |                                            | Robot Rap Battle                        |
|                         |                  |     |                                            |                                         |
| 02.01.2017              |                  | S15 |                                            | Space Worm                              |
|                         |                  |     |                                            |                                         |

## Piosenki
- Bilety z kofeiną: Loverboy – Working for the Weekend
- Kuksy śmierci: Joe Esposito – You’re the Best
- Ser z grilla deluxe: Thompson Twins – Lies
- Mordechaj and the Rigbys:
  - Sean Szeles – Sweet Little Baby
  - Sean Szeles – Party Tonight (śpiewana przez Mordechaja)
- Moja mama: Poison – Nothin’ But a Good Time
- Najlepszy wynik: New Kids on the Block – Hangin’ Tough
- Odejdź Benson: Boston – More Than a Feeling
- Przegięcie: Wolfgang Amadeus Mozart – Requiem d-moll (KV 626) – Dies irae
- Pierwszy dzień: Kenny Loggins – I’m Alright
- Sława w sieci: Pat Benatar – Hit Me With Your Best Shot
- Film z karaoke:
  - Twisted Sister – We’re Not Gonna Take It (śpiewana przez Mordechaja i Rigby’ego)
  - Kenny Loggins – Footloose (śpiewana przez Papcia)
- Wsad: Filter – Hey Man, Nice Shot
- Weekend u Bensona: Mountain – Mississippi Queen
- Hop kontra technologia: The Beach Boys – I Get Around
- Jajcarz: Bonnie Tyler – Holding Out For A Hero
- Najlepszy hamburger na świecie: Léo Delibes – Lakmé – Sous le dôme épais
- Wielki zwycięzca: Jürgen Schlachter – The Big Laugh
- Elegancka restauracja: Antonio Vivaldi – Koncert nr 1 E-dur „Wiosna”
- Pluszowe kostki: Simple Minds – Don’t You (Forget About Me)
- Żółtodziób: Mötley Crüe – Toasts of the Town
- Noc kolesi: Eddie Murphy – Party All the Time
- Odcinek Gwiazdkowy:
  - Brenda Lee – Rockin’ Around the Christmas Tree
  - Trans-Siberian Orchestra – Christmas Eve/Sarajevo 12/24
- Wtorkowa impreza: Sweet – The Ballroom Blitz
- Całus albo pielucha: The Cars – You Might Think
- Stado wyrośniętych gęsi: Stan Bush – The Touch
- Jazda po Małgosię: Queen – We Are the Champions
- Noworoczny pocałunek: Auld Lang Syne (trad.)
- O tablicę: Johann Sebastian Bach – Aria na strunie G
- Historia Hopa: Alphaville – Forever Young
- Akcja tort: Léo Delibes – Lakmé – Sous le dôme épais
- Problem z namiotem: Bachman-Turner Overdrive – Takin' Care of Business
- Granie i luzowanie: Tag Team – Whoomp! (There It Is)
- Wieczór prezentów białego słonia: Burl Ives – A Holly Jolly Christmas
- Przerażające opowieści z parku V – Warren Zevon – Werewolves Of London

## Błędy w emisji
- Dnia 9 stycznia 2016 roku odcinki 185 i 191 zostały wyemitowane przez pomyłkę ze złą wersją językową (angielską) niezgodną z polską emisją. Na powtórce odcinka 191 z dnia 30 stycznia 2016 roku Cartoon Network usunął wyżej wymieniony błąd i wyemitował go z polskim dubbingiem. Natomiast na powtórce odcinka 185 z dnia 6 lutego 2016 roku nadawca zrobił to samo co na powtórce tego drugiego.
- Dnia 12 lipca 2016 roku odcinek 199 został wyemitowany przez pomyłkę ze złą wersją językową (rumuńską) niezgodną z polską premierą. Na kolejnej powtórce z dnia 29 lipca 2016 roku Cartoon Network usunął wyżej wymieniony błąd i wyemitował ten odcinek z polskim dubbingiem.